# Llista de monuments de Sabadell
Llista de monuments de Sabadell inclosos en l'Inventari del Patrimoni Arquitectònic Català per al municipi de Sabadell (Vallès Occidental). Inclou els inscrits en el Registre de Béns Culturals d'Interès Nacional (BCIN) amb la classificació de monuments històrics i els Béns Culturals d'Interès Local (BCIL) de caràcter arquitectònic.
| Monument                                                                                       | Protecció       | Estil/època                                                                             | Localització                                                                                         | Coordenades                                            | Codi?         | Imatge |
| ---------------------------------------------------------------------------------------------- | --------------- | --------------------------------------------------------------------------------------- | --- | ------------------------------------------------------ | ------------- | --- |
| Casa Duran                                                                                     | BCIN 177-MH     | Obra popular 1578/1606                                                                  | Sabadell C. Pedregar, 7                                                                              | 41° 32′ 49″ N, 2° 06′ 35″ E / 41.546893°N,2.109653°E   | RI-51-0001261 | Casa Duran (Sabadell) · Vegeu més fotos d'aquest monument · Carregueu una nova foto d'aquest monument                                                        |
| Castell de Ribatallada                                                                         | BCIN 1335-MH    | Obra popular XII, XVI-XIX                                                               | Sabadell                                                                                             | 41° 35′ 14″ N, 2° 03′ 57″ E / 41.587131°N,2.065767°E   | RI-51-0005623 | Castell de Ribatallada (Sabadell) · Vegeu més fotos d'aquest monument · Carregueu una nova foto d'aquest monument                                            |
| Castellarnau o Torre de Berardo                                                                | BCIN 1336-MH    | Gòtic, obra popular XVI, XIII-XIV, XVII                                                 | Sabadell Pl. Mares de Maig, 3                                                                        | 41° 33′ 33″ N, 2° 04′ 22″ E / 41.559284°N,2.072835°E   | RI-51-0005624 | Castellarnau (Sabadell) · Vegeu més fotos d'aquest monument · Carregueu una nova foto d'aquest monument                                                      |
| Molí d'en Mornau                                                                               | BCIN 4094-MH-EN | Obra popular XVI                                                                        | Sabadell Prop ctra. Prats de Lluçanès                                                                | 41° 34′ 35″ N, 2° 05′ 30″ E / 41.576439°N,2.091616°E   | RI-51-0012344 | Molí Mornau (Sabadell) · Vegeu més fotos d'aquest monument · Carregueu una nova foto d'aquest monument                                                       |
| Casal Antoni Casanovas, Museu d'Història de Sabadell                                           | BCIN 4171-MH    | Neoclassicisme Josep Antoni Obradors 1859                                               | Sabadell C. Sant Antoni, 13                                                                          | 41° 32′ 53″ N, 2° 06′ 28″ E / 41.5481°N,2.1078°E       | RI-51-0001327 | Casal Antoni Casanovas (Sabadell) · Vegeu més fotos d'aquest monument · Carregueu una nova foto d'aquest monument                                            |
| Ca n'Alzina                                                                                    | BCIL 2017       | Obra popular XII                                                                        | Sabadell Ctra. de Granollers, 136                                                                    | 41° 33′ 40″ N, 2° 08′ 18″ E / 41.5611°N,2.1382°E       | IPA-27564     | Ca n'Alzina (Sabadell) · Vegeu més fotos d'aquest monument · Carregueu una nova foto d'aquest monument                                                       |
| Església parroquial de Sant Fèlix o Sant Feliu                                                 | BCIL 2017       | Gòtic, historicisme XI, XX Mitjan                                                       | Sabadell Pl. de Sant Roc, 2                                                                          | 41° 32′ 48″ N, 2° 06′ 29″ E / 41.546658°N,2.108089°E   | IPA-27659     | Església parroquial de Sant Fèlix (Sabadell) · Vegeu més fotos d'aquest monument · Carregueu una nova foto d'aquest monument                                 |
| Església dels Pares Claretians, església Sant Antoni M. Claret o església Vella dels Escolapis | BCIL 2017       | Neoclassicisme Antoni Cellés 1832                                                       | Sabadell Pl. del Dr. Robert, 3                                                                       | 41° 32′ 47″ N, 2° 06′ 33″ E / 41.546472°N,2.109167°E   | IPA-27661     | Església dels Pares Claretians (Sabadell) · Vegeu més fotos d'aquest monument · Carregueu una nova foto d'aquest monument                                    |
| Ajuntament de Sabadell                                                                         | BCIL 2017       | Neoclassicisme Gabriel Batllevell i Tort Juli Batllevell 1871                           | Sabadell Pl. de Sant Roc, 1                                                                          | 41° 32′ 47″ N, 2° 06′ 31″ E / 41.546306°N,2.1085°E     | IPA-27662     | Ajuntament de Sabadell · Vegeu més fotos d'aquest monument · Carregueu una nova foto d'aquest monument                                                       |
| Ateneu                                                                                         | BCIL 2017       | Eclecticisme Joaquim Codina i Matalí 1901                                               | Sabadell Pl. de Sant Roc, 11                                                                         | 41° 32′ 47″ N, 2° 06′ 29″ E / 41.546369°N,2.107958°E   | IPA-27663     | Ateneu (Sabadell) · Vegeu més fotos d'aquest monument · Carregueu una nova foto d'aquest monument                                                            |
| Banc de Sabadell                                                                               |                 | Monumentalisme academicista Lluís Bonet i Garí 1954                                     | Sabadell Pl. de Sant Roc, 20-21                                                                      | 41° 32′ 45″ N, 2° 06′ 30″ E / 41.545872°N,2.108375°E   | IPA-27664     | Banc de Sabadell (Sabadell) · Vegeu més fotos d'aquest monument · Carregueu una nova foto d'aquest monument                                                  |
| Gremi de Fabricants                                                                            | BCIL 2017       | Neoclassicisme N. Nonell Sala (eng) 1882                                                | Sabadell C. Sant Quirze, 28-30                                                                       | 41° 32′ 48″ N, 2° 06′ 24″ E / 41.546556°N,2.106667°E   | IPA-27665     | Gremi de Fabricants (Sabadell) · Vegeu més fotos d'aquest monument · Carregueu una nova foto d'aquest monument                                               |
| Escola Industrial                                                                              | BCIL 2017       | Modernisme Jeroni Martorell i Terrats 1911                                              | Sabadell C. Font, 1-15-25                                                                            | 41° 32′ 49″ N, 2° 06′ 21″ E / 41.546833°N,2.105833°E   | IPA-27666     | Escola Industrial (Sabadell) · Vegeu més fotos d'aquest monument · Carregueu una nova foto d'aquest monument                                                 |
| Casa Sardà i Salvany                                                                           |                 | Neoclassicisme, eclecticisme XIX Mitjan                                                 | Sabadell C. Sant Joan, 9-11                                                                          | 41° 32′ 53″ N, 2° 06′ 35″ E / 41.548114°N,2.109627°E   | IPA-27668     | Casa Sardà i Salvany (Sabadell) · Vegeu més fotos d'aquest monument · Carregueu una nova foto d'aquest monument                                              |
| Habitatge al carrer Gràcia, 33                                                                 |                 | Eclecticisme Eduard Maria Balcells i Buigas 1949                                        | Sabadell C. Gràcia, 33                                                                               | 41° 32′ 51″ N, 2° 06′ 26″ E / 41.547418°N,2.107345°E   | IPA-27669     | Habitatge al carrer Gràcia, 33 (Sabadell) · Vegeu més fotos d'aquest monument · Carregueu una nova foto d'aquest monument                                    |
| Casa Turull - Museu d'Art de Sabadell                                                          | BCIL 2017       | Eclecticisme Josep Lacueva i Sanfeliu 1812                                              | Sabadell C. Dr. Puig, 16                                                                             | 41° 32′ 56″ N, 2° 06′ 33″ E / 41.5488°N,2.1093°E       | IPA-27670     | Casa Turull (Sabadell) · Vegeu més fotos d'aquest monument · Carregueu una nova foto d'aquest monument                                                       |
| Casa Taulé                                                                                     | BCIL 2017       | Historicisme Enric Fatjó 1902                                                           | Sabadell C. Sant Joan, 35                                                                            | 41° 32′ 51″ N, 2° 06′ 35″ E / 41.5475°N,2.1098°E       | IPA-27671     | Casa Taulé (Sabadell) · Vegeu més fotos d'aquest monument · Carregueu una nova foto d'aquest monument                                                        |
| Teatre Principal, Teatre Municipal                                                             | BCIL 2017       | Neoclassicisme F. Daniel Molina 1863                                                    | Sabadell C. Sant Pau, 6-14                                                                           | 41° 32′ 44″ N, 2° 06′ 29″ E / 41.545553°N,2.108108°E   | IPA-27672     | Teatre Principal (Sabadell) · Vegeu més fotos d'aquest monument · Carregueu una nova foto d'aquest monument                                                  |
| Caixa de Pensions per a la Vellesa i d'Estalvi                                                 | BCIL 2017       | Enric Sagnier i Villavecchia 1923                                                       | Sabadell Pl. del Dr. Robert, 4-5                                                                     | 41° 32′ 48″ N, 2° 06′ 32″ E / 41.5467°N,2.1090°E       | IPA-27673     | Caixa de Pensions per a la Vellesa i d'Estalvi (Sabadell) · Vegeu més fotos d'aquest monument · Carregueu una nova foto d'aquest monument                    |
| Seu de la Caixa d'Estalvis de Sabadell                                                         | BCIL 2017       | Modernisme Jeroni Martorell 1905                                                        | Sabadell C. Gràcia, 17                                                                               | 41° 32′ 50″ N, 2° 06′ 27″ E / 41.547194°N,2.107500°E   | IPA-27674     | Caixa d'Estalvis de Sabadell (Sabadell) · Vegeu més fotos d'aquest monument · Carregueu una nova foto d'aquest monument                                      |
| Casa Prats, Casa Torrens                                                                       | BCIL 2017       | Modernisme Juli Batllevell 1910                                                         | Sabadell C. d'en Font, 32                                                                            | 41° 32′ 47″ N, 2° 06′ 20″ E / 41.5464°N,2.1056°E       | IPA-27675     | Casa Prats (Sabadell) · Vegeu més fotos d'aquest monument · Carregueu una nova foto d'aquest monument                                                        |
| Casa Escaiola, Casa Guillermo                                                                  | BCIL 2017       | Eclecticisme Eduard M. Balcells 1931                                                    | Sabadell Pl. de l'Àngel, 15-17 - Via Massagué                                                        | 41° 32′ 57″ N, 2° 06′ 30″ E / 41.5493°N,2.1082°E       | IPA-27676     | Casa Escaiola (Sabadell) · Vegeu més fotos d'aquest monument · Carregueu una nova foto d'aquest monument                                                     |
| Monument Sallarès i Pla                                                                        | BCIL 2017       | Noucentisme Josep Clarà 1917                                                            | Sabadell Pl. Dr. Robert                                                                              | 41° 32′ 47″ N, 2° 06′ 31″ E / 41.5464722°N,2.108666°E  | IPA-27677     | Monument Sallarès i Pla (Sabadell) · Vegeu més fotos d'aquest monument · Carregueu una nova foto d'aquest monument                                           |
| Monument a Pere Turull i Sallent, Monument del Cigar Havà                                      |                 | Jeroni Martorell Manel Fuxà Ismael Smith XX                                             | Sabadell C. Gràcia, 17 (pati interior de la Caixa de Sabadell)                                       | 41° 32′ 50″ N, 2° 06′ 26″ E / 41.54710°N,2.10722°E     | IPA-27678     | Monument a Pere Turull i Sallent (Sabadell) · Vegeu més fotos d'aquest monument · Carregueu una nova foto d'aquest monument                                  |
| Cases Manent                                                                                   | BCIL 2017       | Modernisme Juli Batllevell 1904                                                         | Sabadell C. Escola Industrial, 16-18                                                                 | 41° 32′ 52″ N, 2° 06′ 23″ E / 41.5477°N,2.1063°E       | IPA-27679     | Cases Manent (Sabadell) · Vegeu més fotos d'aquest monument · Carregueu una nova foto d'aquest monument                                                      |
| Església de Sant Agustí                                                                        | BCIL 2017       | Modernisme Bernardí Martorell i Puig 1932                                               | Sabadell C. Escola Pia, 80                                                                           | 41° 32′ 57″ N, 2° 06′ 12″ E / 41.549028°N,2.103333°E   | IPA-27681     | Església de Sant Agustí (Sabadell) · Vegeu més fotos d'aquest monument · Carregueu una nova foto d'aquest monument                                           |
| Església de la Santíssima Trinitat                                                             |                 | Lluís Bonet i Garí XX Mitjan                                                            | Sabadell Rambla - c. Zurbano                                                                         | 41° 32′ 28″ N, 2° 06′ 41″ E / 41.54108°N,2.11128°E     | IPA-27682     | Església de la Santíssima Trinitat (Sabadell) · Vegeu més fotos d'aquest monument · Carregueu una nova foto d'aquest monument                                |
| Parròquia de la Puríssima Concepció                                                            | BCIL 2017       | Historicisme, eclecticisme M. Pascual Tintorer 1885                                     | Sabadell Via Massagué, 21                                                                            | 41° 32′ 59″ N, 2° 06′ 27″ E / 41.549801°N,2.107567°E   | IPA-27683     | Parròquia de la Puríssima Concepció (Sabadell) · Vegeu més fotos d'aquest monument · Carregueu una nova foto d'aquest monument                               |
| Cambra de Comerç i d'Indústria, Edifici Alfons XIII                                            | BCIL 2017       | Moviment modern Gabriel Bracons i Singla 1957                                           | Sabadell Carrer de la República, 41-47                                                               | 41° 32′ 46″ N, 2° 06′ 40″ E / 41.54612°N,2.11118°E     | IPA-27684     | Cambra de Comerç i d'Indústria (Sabadell) · Vegeu més fotos d'aquest monument · Carregueu una nova foto d'aquest monument                                    |
| Mercat de Sant Joan                                                                            |                 | Eclecticisme XX Mitjan                                                                  | Sabadell Pl. de Sant Joan                                                                            | 41° 32′ 32″ N, 2° 06′ 53″ E / 41.54211°N,2.11483°E     | IPA-27685     | Mercat de Sant Joan (Sabadell) · Vegeu més fotos d'aquest monument · Carregueu una nova foto d'aquest monument                                               |
| Mercat Central                                                                                 | BCIL 2017       | Noucentisme Josep Renom 1928                                                            | Sabadell Pl. del Mercat                                                                              | 41° 32′ 50″ N, 2° 06′ 18″ E / 41.547261°N,2.1051°E     | IPA-27686     | Mercat Central (Sabadell) · Vegeu més fotos d'aquest monument · Carregueu una nova foto d'aquest monument                                                    |
| Safareigs Font Nova                                                                            | BCIL 2017       | Modernisme Miquel Pascual i Tintorer 1894                                               | Sabadell C. Font Nova, 36 - c. les Paus, 35                                                          | 41° 33′ 01″ N, 2° 06′ 39″ E / 41.550222°N,2.110778°E   | IPA-27687     | Safareigs Font Nova (Sabadell) · Vegeu més fotos d'aquest monument · Carregueu una nova foto d'aquest monument                                               |
| Mútua Sabadellenca                                                                             |                 | Eclecticisme XX Inici                                                                   | Sabadell C. Creueta, 90-92                                                                           | 41° 33′ 00″ N, 2° 06′ 47″ E / 41.549921°N,2.113076°E   | IPA-27688     | Mútua Sabadellenca (Sabadell) · Vegeu més fotos d'aquest monument · Carregueu una nova foto d'aquest monument                                                |
| Maternitat                                                                                     | BCIL 1988       | Eclecticisme J. Renom i Costa 1926                                                      | Sabadell C. Illa, 2-4                                                                                | 41° 32′ 54″ N, 2° 06′ 42″ E / 41.548333°N,2.111778°E   | IPA-27689     | Maternitat (Sabadell) · Vegeu més fotos d'aquest monument · Carregueu una nova foto d'aquest monument                                                        |
| Antiga Estació Renfe                                                                           | BCIL 2017       | Eclecticisme Gabriel Batllevell i Tort 1889                                             | Sabadell C. Estació, 21                                                                              | 41° 32′ 52″ N, 2° 06′ 54″ E / 41.547861°N,2.115000°E   | IPA-27690     | Antiga Estació Renfe (Sabadell) · Vegeu més fotos d'aquest monument · Carregueu una nova foto d'aquest monument                                              |
| Col·legi de la Sagrada Família                                                                 | BCIL 2017       | Modernisme Gabriel Borrell 1908                                                         | Sabadell C. Indústria, 9                                                                             | 41° 32′ 50″ N, 2° 06′ 38″ E / 41.547139°N,2.110556°E   | IPA-27691     | Col·legi de la Sagrada Família (Sabadell) · Vegeu més fotos d'aquest monument · Carregueu una nova foto d'aquest monument                                    |
| Escola Santa Gemma                                                                             |                 | Gabriel Bracons i Singla 1956                                                           | Sabadell Pl. Vallès                                                                                  | 41° 32′ 45″ N, 2° 06′ 09″ E / 41.54575°N,2.10256°E     | IPA-27692     | Escola Santa Gemma (Sabadell) · Vegeu més fotos d'aquest monument · Carregueu una nova foto d'aquest monument                                                |
| Col·legi Escolapis                                                                             | BCIL 2017       | Eclecticisme Miquel Pascual 1881-1885                                                   | Sabadell C. Escola Pia, 92                                                                           | 41° 32′ 56″ N, 2° 06′ 10″ E / 41.548889°N,2.102778°E   | IPA-27693     | Col·legi Escolapis (Sabadell) · Vegeu més fotos d'aquest monument · Carregueu una nova foto d'aquest monument                                                |
| Casa Armengol                                                                                  | BCIL 2017       | Noucentisme J. Manich 1917                                                              | Sabadell Rambla, 30                                                                                  | 41° 32′ 43″ N, 2° 06′ 34″ E / 41.5453°N,2.1095°E       | IPA-27694     | Casa Armengol (Sabadell) · Vegeu més fotos d'aquest monument · Carregueu una nova foto d'aquest monument                                                     |
| Edifici d'habitatges d'en Boi Ventura                                                          | BCIL 2017       | Neoclassicisme Joaquim Manich 1923                                                      | Sabadell Via Massagué, 42                                                                            | 41° 33′ 04″ N, 2° 06′ 26″ E / 41.5510°N,2.1073°E       | IPA-27695     | Edifici d'habitatges d'en Boi Ventura (Sabadell) · Vegeu més fotos d'aquest monument · Carregueu una nova foto d'aquest monument                             |
| Casa Masover                                                                                   | BCIL 2017       | Obra popular XVII                                                                       | Sabadell C. Sant Quirze, 22                                                                          | 41° 32′ 48″ N, 2° 06′ 25″ E / 41.546587°N,2.10698°E    | IPA-27696     | Casa Masover (Sabadell) · Vegeu més fotos d'aquest monument · Carregueu una nova foto d'aquest monument                                                      |
| Casa Mató                                                                                      | BCIL 2017       | Eclecticisme J.B. Serra 1924                                                            | Sabadell Rambla, 153 - c. Bosch i Cardellach, 2                                                      | 41° 32′ 30″ N, 2° 06′ 41″ E / 41.5418°N,2.1115°E       | IPA-27697     | Casa Mató (Sabadell) · Vegeu més fotos d'aquest monument · Carregueu una nova foto d'aquest monument                                                         |
| Casa Montlló                                                                                   | BCIL 2017       | Eclecticisme, neoclassicisme Joaquim Manich i Comerma 1922                              | Sabadell C. Turull, 5                                                                                | 41° 32′ 44″ N, 2° 06′ 49″ E / 41.5455°N,2.1135°E       | IPA-27698     | Casa Montlló (Sabadell) · Vegeu més fotos d'aquest monument · Carregueu una nova foto d'aquest monument                                                      |
| Pòrtics Oliver, voltes de l'Oliver, Casal Pere Quart                                           | BCIL 2017       | Eclecticisme, neoclassicisme Gabriel Batllevell i Tort 1862                             | Sabadell Rambla, 67-71                                                                               | 41° 32′ 40″ N, 2° 06′ 36″ E / 41.544361°N,2.110136°E   | IPA-27699     | Pòrtics Oliver (Sabadell) · Vegeu més fotos d'aquest monument · Carregueu una nova foto d'aquest monument                                                    |
| Casa Despatx Maria Sampere, o Casa Guasch                                                      | BCIL 2017       | Noucentisme Santiago Casulleras 1931                                                    | Sabadell C. Indústria, 16                                                                            | 41° 32′ 50″ N, 2° 06′ 39″ E / 41.5471°N,2.1109°E       | IPA-27700     | Casa Despatx Maria Sampere (Sabadell) · Vegeu més fotos d'aquest monument · Carregueu una nova foto d'aquest monument                                        |
| Casa d'Enric Turull                                                                            | BCIL 2017       | Enric Fatjó 1896                                                                        | Sabadell Rambla, 74-82                                                                               | 41° 32′ 39″ N, 2° 06′ 36″ E / 41.5441°N,2.1101°E       | IPA-27701     | Casa d'Enric Turull (Sabadell) · Vegeu més fotos d'aquest monument · Carregueu una nova foto d'aquest monument                                               |
| Torre Gorina                                                                                   | BCIL 2008       | Eclecticisme, neoclassicisme-romàntic Miquel Pascual i Tintorer 1889                    | Sabadell Rambla, 247                                                                                 | 41° 32′ 23″ N, 2° 06′ 46″ E / 41.5398°N,2.1128°E       | IPA-27702     | Torre Gorina (Sabadell) · Vegeu més fotos d'aquest monument · Carregueu una nova foto d'aquest monument                                                      |
| Plaça Granados                                                                                 |                 | Neoclassicisme XIX Final                                                                | Sabadell Pl. de Granados                                                                             | 41° 33′ 04″ N, 2° 06′ 14″ E / 41.551151°N,2.103927°E   | IPA-27703     | Plaça Granados (Sabadell) · Vegeu més fotos d'aquest monument · Carregueu una nova foto d'aquest monument                                                    |
| Despatx Lluch                                                                                  | BCIL 2017       | Modernisme Juli Batllevell 1908                                                         | Sabadell C. Indústria, 10                                                                            | 41° 32′ 49″ N, 2° 06′ 38″ E / 41.5470°N,2.1105°E       | IPA-27704     | Despatx Lluch (Sabadell) · Vegeu més fotos d'aquest monument · Carregueu una nova foto d'aquest monument                                                     |
| Edifici Morral                                                                                 | BCIL 2017       | Moviment modern G. Bracons i Singla 1946                                                | Sabadell Rambla, 109                                                                                 | 41° 32′ 35″ N, 2° 06′ 39″ E / 41.5431°N,2.1108°E       | IPA-27705     | Edifici Morral (Sabadell) · Vegeu més fotos d'aquest monument · Carregueu una nova foto d'aquest monument                                                    |
| Banc de Bilbao                                                                                 |                 | Moviment modern E. Pedro Cendoya i Oscoz 1954                                           | Sabadell Carrer de la República, 25                                                                  | 41° 32′ 45″ N, 2° 06′ 38″ E / 41.54594°N,2.11067°E     | IPA-27706     | Banc de Bilbao (Sabadell) · Vegeu més fotos d'aquest monument · Carregueu una nova foto d'aquest monument                                                    |
| Teatre de la Faràndula                                                                         |                 | Eclecticisme Guillem Arís Josep Vila Juanicó 1956                                       | Sabadell Carrer de la República, 33                                                                  | 41° 32′ 46″ N, 2° 06′ 39″ E / 41.54600°N,2.11094°E     | IPA-27707     | Teatre de la Faràndula (Sabadell) · Vegeu més fotos d'aquest monument · Carregueu una nova foto d'aquest monument                                            |
| Edifici Correus i Telègraf                                                                     |                 | Eclecticisme 1954                                                                       | Sabadell Via Massagué, 38                                                                            | 41° 33′ 03″ N, 2° 06′ 27″ E / 41.550724°N,2.107436°E   | IPA-27708     | Edifici Correus i Telègraf (Sabadell) · Vegeu més fotos d'aquest monument · Carregueu una nova foto d'aquest monument                                        |
| Hotel Suís                                                                                     | BCIL 2017       | Modernisme Juli Batllevell 1902                                                         | Sabadell C. Indústria, 57                                                                            | 41° 32′ 52″ N, 2° 06′ 53″ E / 41.547667°N,2.114722°E   | IPA-27709     | Hotel Suís (Sabadell) · Vegeu més fotos d'aquest monument · Carregueu una nova foto d'aquest monument                                                        |
| Telefònica                                                                                     |                 | Eclecticisme XX Mitjan                                                                  | Sabadell Rambla, 21-25 - Carrer de la República                                                      | 41° 32′ 44″ N, 2° 06′ 35″ E / 41.54542°N,2.10972°E     | IPA-27710     | Telefònica (Sabadell) · Vegeu més fotos d'aquest monument · Carregueu una nova foto d'aquest monument                                                        |
| Cooperativa la Sabadellenca, Teatre del Sol                                                    | BCIL 1988       | Eclecticisme, neoclassicisme Santiago Casulleras 1928                                   | Sabadell C. Sol, 99                                                                                  | 41° 32′ 36″ N, 2° 06′ 34″ E / 41.543472°N,2.109583°E   | IPA-27711     | Cooperativa la Sabadellenca (Sabadell) · Vegeu més fotos d'aquest monument · Carregueu una nova foto d'aquest monument                                       |
| Conjunt de cases al carrer Sol, 80-94                                                          | BCIL 2017       | Modernisme XX Inici                                                                     | Sabadell C. Sol, 80-94                                                                               | 41° 32′ 37″ N, 2° 06′ 34″ E / 41.5436°N,2.1094°E       | IPA-27712     | Conjunt de cases al carrer Sol, 80-94 (Sabadell) · Vegeu més fotos d'aquest monument · Carregueu una nova foto d'aquest monument                             |
| Habitatges de Francesc Ruhí a la Via Massagué, 44                                              | BCIL 2017       | Eclecticisme Juli Batllevell 1923                                                       | Sabadell Via Massagué, 44                                                                            | 41° 33′ 04″ N, 2° 06′ 26″ E / 41.5511°N,2.1072°E       | IPA-27713     | Habitatges de Francesc Ruhí a la Via Massagué, 44 (Sabadell) · Vegeu més fotos d'aquest monument · Carregueu una nova foto d'aquest monument                 |
| Casa Buxó                                                                                      |                 | Eclecticisme XX Inici                                                                   | Sabadell C. Illa, 10                                                                                 | 41° 32′ 54″ N, 2° 06′ 45″ E / 41.54844°N,2.11239°E     | IPA-27714     | Casa Buxó (Sabadell) · Vegeu més fotos d'aquest monument · Carregueu una nova foto d'aquest monument                                                         |
| Casa Isard Llonch, o Casa Escarrà                                                              | BCIL 2017       | Eclecticisme Rafael Estany i Casals 1875                                                | Sabadell C. Riego, 59-61                                                                             | 41° 32′ 38″ N, 2° 06′ 47″ E / 41.5438°N,2.1131°E       | IPA-27715     | Casa Isard Llonch (Sabadell) · Vegeu més fotos d'aquest monument · Carregueu una nova foto d'aquest monument                                                 |
| Casa Molins                                                                                    | BCIL 2017       | Eclecticisme 1880                                                                       | Sabadell C. Arimon, 35-39                                                                            | 41° 33′ 02″ N, 2° 06′ 48″ E / 41.5506°N,2.1134°E       | IPA-27716     | Casa Molins (Sabadell) · Vegeu més fotos d'aquest monument · Carregueu una nova foto d'aquest monument                                                       |
| Casa Mateu Brujas                                                                              | BCIL 2017       | Eclecticisme Miquel Pascual i Tintorer 1888                                             | Sabadell C. Creueta, 97                                                                              | 41° 33′ 00″ N, 2° 06′ 47″ E / 41.550013°N,2.113052°E   | IPA-27717     | Casa Mateu Brujas (Sabadell) · Vegeu més fotos d'aquest monument · Carregueu una nova foto d'aquest monument                                                 |
| Casa Ponsà                                                                                     | BCIL 2017       | Eclecticisme Gabriel Borrell 1891                                                       | Sabadell C. Indústria, 32-34                                                                         | 41° 32′ 50″ N, 2° 06′ 47″ E / 41.5473°N,2.1131°E       | IPA-27718     | Casa Ponsà (Sabadell) · Vegeu més fotos d'aquest monument · Carregueu una nova foto d'aquest monument                                                        |
| Habitatge a la Via Massagué, 19                                                                |                 | Noucentisme XX Mitjan                                                                   | Sabadell Via Massagué, 19                                                                            | 41° 32′ 59″ N, 2° 06′ 28″ E / 41.54972°N,2.10775°E     | IPA-27719     | Habitatge a la Via Massagué, 19 (Sabadell) · Vegeu més fotos d'aquest monument · Carregueu una nova foto d'aquest monument                                   |
| Font de la Rambla Els Nanus 1, font de la Granota                                              | BCIL 2017       | Noucentisme Josep Renom 1919                                                            | Sabadell Rambla / Jardí                                                                              | 41° 32′ 42″ N, 2° 06′ 36″ E / 41.544889°N,2.110000°E   | IPA-27720     | Font de la Rambla Els Nanus 1 (Sabadell) · Vegeu més fotos d'aquest monument · Carregueu una nova foto d'aquest monument                                     |
| Font del Noi dels Càntirs                                                                      |                 | Noucentisme Josep Renom 1919                                                            | Sabadell C. Reina Elionor - Riu-sec                                                                  | 41° 32′ 31″ N, 2° 06′ 06″ E / 41.542028°N,2.101722°E   | IPA-27721     | Font del Noi dels Càntirs (Sabadell) · Vegeu més fotos d'aquest monument · Carregueu una nova foto d'aquest monument                                         |
| Font de la Rambla Els Nanus 2, font del Trinxeraire                                            | BCIL 2017       | Noucentisme Josep Renom 1919                                                            | Sabadell Rambla - Gurrea                                                                             | 41° 32′ 33″ N, 2° 06′ 40″ E / 41.542556°N,2.111028°E   | IPA-27722     | Font de la Rambla Els Nanus 2 (Sabadell) · Vegeu més fotos d'aquest monument · Carregueu una nova foto d'aquest monument                                     |
| Monument a Anselm Clavé                                                                        | BCIL 2017       | Monumentalisme academicista Camil Fàbregas 1949                                         | Sabadell Pl. Anselm Clavé                                                                            | 41° 32′ 32″ N, 2° 06′ 08″ E / 41.542319°N,2.102278°E   | IPA-27723     | Monument a Anselm Clavé (Sabadell) · Vegeu més fotos d'aquest monument · Carregueu una nova foto d'aquest monument                                           |
| Casal Duran                                                                                    | BCIL 2017       | Eclecticisme Miquel Pascual i Tintorer 1897                                             | Sabadell C. Cervantes, 55                                                                            | 41° 32′ 28″ N, 2° 06′ 33″ E / 41.54122°N,2.10925°E     | IPA-27724     | Casal Duran (Sabadell) · Vegeu més fotos d'aquest monument · Carregueu una nova foto d'aquest monument                                                       |
| Cases d'en Comadran                                                                            | BCIL 2017       | Eclecticisme Santiago Casulleras 1928                                                   | Sabadell C. Indústria, 25-29                                                                         | 41° 32′ 50″ N, 2° 06′ 42″ E / 41.5473°N,2.1118°E       | IPA-27725     | Cases d'en Comadran (Sabadell) · Vegeu més fotos d'aquest monument · Carregueu una nova foto d'aquest monument                                               |
| Casa Manau, Casa Notari Güell o Casa Plans                                                     | BCIL 1988       | Modernisme Josep Renom 1913                                                             | Sabadell C. Sant Pau, 34                                                                             | 41° 32′ 39″ N, 2° 06′ 28″ E / 41.5443°N,2.1079°E       | IPA-27726     | Casa Manau (Sabadell) · Vegeu més fotos d'aquest monument · Carregueu una nova foto d'aquest monument                                                        |
| Casa Isidre Fochs                                                                              | BCIL 2017       | Eclecticisme Eduard M. Balcells 1917                                                    | Sabadell Rambla, 155-157                                                                             | 41° 32′ 30″ N, 2° 06′ 41″ E / 41.5417°N,2.1115°E       | IPA-27727     | Casa Isidre Fochs (Sabadell) · Vegeu més fotos d'aquest monument · Carregueu una nova foto d'aquest monument                                                 |
| Farmàcia Masvidal                                                                              |                 | Racionalisme XX Mitjan                                                                  | Sabadell Rambla, 26                                                                                  | 41° 32′ 44″ N, 2° 06′ 34″ E / 41.54542°N,2.10944°E     | IPA-27728     | Farmàcia Masvidal (Sabadell) · Vegeu més fotos d'aquest monument · Carregueu una nova foto d'aquest monument                                                 |
| Despatx Cascon                                                                                 |                 | Eclecticisme XX Mitjan                                                                  | Sabadell Rambla - Bosch i Cardellach                                                                 | 41° 32′ 31″ N, 2° 06′ 41″ E / 41.541915°N,2.111456°E   | IPA-27729     | Carregueu una nova foto d'aquest monument |
| Despatx Gorina                                                                                 | BCIL 2017       | Racionalisme Francesc Guàrdia i Vial 1933                                               | Sabadell Rambla, 245                                                                                 | 41° 32′ 23″ N, 2° 06′ 45″ E / 41.539861°N,2.112444°E   | IPA-27730     | Despatx Gorina (Sabadell) · Vegeu més fotos d'aquest monument · Carregueu una nova foto d'aquest monument                                                    |
| Casa Balsach                                                                                   | BCIL 2017       | Eclecticisme XIX                                                                        | Sabadell C. les Planes, 37                                                                           | 41° 32′ 37″ N, 2° 06′ 28″ E / 41.5435°N,2.1079°E       | IPA-27731     | Casa Balsach (Sabadell) · Vegeu més fotos d'aquest monument · Carregueu una nova foto d'aquest monument                                                      |
| Casa Francesc Llonch, o Casa Joan Llonch                                                       | BCIL 2017       | Eclecticisme Eduard M. Balcells 1897                                                    | Sabadell C. Cervantes, 43                                                                            | 41° 32′ 29″ N, 2° 06′ 35″ E / 41.5414°N,2.1098°E       | IPA-27732     | Casa Francesc Llonch (Sabadell) · Vegeu més fotos d'aquest monument · Carregueu una nova foto d'aquest monument                                              |
| Estació dels Ferrocarrils de la Generalitat                                                    |                 | Eclecticisme 1924                                                                       | Sabadell C. Alfons XIII                                                                              | 41° 32′ 44″ N, 2° 06′ 35″ E / 41.545615°N,2.10978°E    | IPA-27733     | Estació dels Ferrocarrils de la Generalitat (Sabadell) · Vegeu més fotos d'aquest monument · Carregueu una nova foto d'aquest monument                       |
| Acondicionament i Docks Sabadell, Escola de Disseny Tèxtil                                     | BCIL 2017       | Eclecticisme Lluís Homs 1897-1916                                                       | Sabadell C. Marqués de Comillas                                                                      | 41° 32′ 37″ N, 2° 06′ 59″ E / 41.5436°N,2.1165°E       | IPA-27734     | Acondicionament i Docks Sabadell (Sabadell) · Vegeu més fotos d'aquest monument · Carregueu una nova foto d'aquest monument                                  |
| Vapor Sampere                                                                                  | BCIL 2017       | Modernisme Eduard M. Balcells 1912                                                      | Sabadell C. Sallarès i Pla, 9 - c. Turull                                                            | 41° 32′ 45″ N, 2° 06′ 45″ E / 41.545842°N,2.112581°E   | IPA-27735     | Vapor Sampere (Sabadell) · Vegeu més fotos d'aquest monument · Carregueu una nova foto d'aquest monument                                                     |
| Xemeneia i sala de calderes del Vapor Buxeda Vell                                              | BCIL 2017       | Narcís Nunell (eng) Manuel Folguera (eng) Francesc Izard (eng) XIX (1853,1878) 1906)    | Sabadell C. Sant Pau, 117                                                                            | 41° 32′ 30″ N, 2° 06′ 33″ E / 41.541719°N,2.109053°E   | IPA-27736     | Xemeneia i sala de calderes del Vapor Buxeda Vell (Sabadell) · Vegeu més fotos d'aquest monument · Carregueu una nova foto d'aquest monument                 |
| Edifici de CASSA, Casa de la Companyia d'Aigües de Sabadell                                    | BCIL 2017       | Modernisme Eduard Maria Balcells 1913                                                   | Sabadell C. de la Concepció, 20 - c. Indústria, 37                                                   | 41° 32′ 51″ N, 2° 06′ 46″ E / 41.547456°N,2.112739°E   | IPA-27737     | Edifici de CASSA (Sabadell) · Vegeu més fotos d'aquest monument · Carregueu una nova foto d'aquest monument                                                  |
| Habitatges d'en Mateu Brujas                                                                   | BCIL 2017       | Modernisme Juli Batllevell 1901                                                         | Sabadell Rambla, 9-11                                                                                | 41° 32′ 45″ N, 2° 06′ 34″ E / 41.5458°N,2.1095°E       | IPA-27738     | Habitatges d'En Mateu Brujas (Sabadell) · Vegeu més fotos d'aquest monument · Carregueu una nova foto d'aquest monument                                      |
| Casa Ramon Costajussà                                                                          | BCIL 2017       | Modernisme Josep Renom 1920                                                             | Sabadell C. Gràcia, 4-6                                                                              | 41° 32′ 50″ N, 2° 06′ 28″ E / 41.5473°N,2.1077°E       | IPA-27739     | Casa Ramon Costajussà (Sabadell) · Vegeu més fotos d'aquest monument · Carregueu una nova foto d'aquest monument                                             |
| Farmàcia Argelaguet                                                                            |                 | Modernisme Josep Antoni Obradors 1880                                                   | Sabadell C. Sant Antoni Maria Claret, 21 - Pedregar, 20                                              | 41° 32′ 48″ N, 2° 06′ 35″ E / 41.5468°N,2.1098°E       | IPA-27741     | Farmàcia Argelaguet (Sabadell) · Vegeu més fotos d'aquest monument · Carregueu una nova foto d'aquest monument                                               |
| Hotel Espanya                                                                                  | BCIL 2017       | Modernisme Juli Batllevell 1901                                                         | Sabadell Rambla, 22-24                                                                               | 41° 32′ 44″ N, 2° 06′ 34″ E / 41.545528°N,2.109389°E   | IPA-27742     | Hotel Espanya (Sabadell) · Vegeu més fotos d'aquest monument · Carregueu una nova foto d'aquest monument                                                     |
| Farmàcia Llop                                                                                  |                 | Modernisme Juli Batllevell 1902                                                         | Sabadell Pg. de la Plaça Major, 58                                                                   | 41° 32′ 53″ N, 2° 06′ 32″ E / 41.54800°N,2.10889°E     | IPA-27743     | Farmàcia Llop (Sabadell) · Vegeu més fotos d'aquest monument · Carregueu una nova foto d'aquest monument                                                     |
| Casa Buxeda                                                                                    | BCIL 2017       | Eclecticisme Jeroni Mundet i Granell Rafael Gustavino Francesc de Paula Nebot 1867,1924 | Sabadell Rambla, 63-65                                                                               | 41° 32′ 40″ N, 2° 06′ 37″ E / 41.5445°N,2.1102°E       | IPA-27744     | Casa Buxeda (Sabadell) · Vegeu més fotos d'aquest monument · Carregueu una nova foto d'aquest monument                                                       |
| Casa Darder, Casa Pierre                                                                       | BCIL 2017       | Eclecticisme Gabriel Batllevell i Tort 1888                                             | Sabadell C. Sant Pau, 20                                                                             | 41° 32′ 42″ N, 2° 06′ 29″ E / 41.54492°N,2.10808°E     | IPA-27745     | Casa Darder (Sabadell) · Vegeu més fotos d'aquest monument · Carregueu una nova foto d'aquest monument                                                       |
| Departament de Sanitat, Ajuntament de Sabadell                                                 |                 | Eclecticisme XIX Final                                                                  | Sabadell Pl. del Gas, 2                                                                              | 41° 32′ 45″ N, 2° 06′ 23″ E / 41.545928°N,2.106297°E   | IPA-27747     | Departament de Sanitat (Sabadell) · Vegeu més fotos d'aquest monument · Carregueu una nova foto d'aquest monument                                            |
| Catalana de Gas, antic Gimnàs Municipal                                                        | BCIL 2017       | Modernisme Juli Batllevell 1899                                                         | Sabadell Pl. del Gas, 8 - c. Sant Pere                                                               | 41° 32′ 44″ N, 2° 06′ 25″ E / 41.54544°N,2.10689°E     | IPA-27748     | Catalana de Gas (Sabadell) · Vegeu més fotos d'aquest monument · Carregueu una nova foto d'aquest monument                                                   |
| Cases Salvany                                                                                  | BCIL 2017       | Eclecticisme Gabriel Batllevell i Tort 1867                                             | Sabadell C. Gràcia, 1-15                                                                             | 41° 32′ 49″ N, 2° 06′ 28″ E / 41.5469°N,2.1077°E       | IPA-27749     | Cases Salvany (Sabadell) · Vegeu més fotos d'aquest monument · Carregueu una nova foto d'aquest monument                                                     |
| Conjunt de cases de Joan Llenas (habitatge al carrer del Sol, 62)                              | BCIL 2017       | Modernisme Josep Renom 1909                                                             | Sabadell C. del Sol, 62                                                                              | 41° 32′ 40″ N, 2° 06′ 33″ E / 41.5444°N,2.1092°E       | IPA-27750     | Conjunt de cases de Joan Llenas (habitatge al carrer del Sol, 62) (Sabadell) · Vegeu més fotos d'aquest monument · Carregueu una nova foto d'aquest monument |
| Casa Marcet Font, Casa Grau                                                                    | BCIL 2017       | Eclecticisme XIX Mitjan                                                                 | Sabadell C. Poeta Maragall, 7                                                                        | 41° 32′ 46″ N, 2° 06′ 23″ E / 41.54600°N,2.10650°E     | IPA-27751     | Casa Marcet Font (Sabadell) · Vegeu més fotos d'aquest monument · Carregueu una nova foto d'aquest monument                                                  |
| Cinema Imperial                                                                                | BCIL 2017       | Modernisme Jeroni Martorell i Terrats 1911                                              | Sabadell Rambla, 201                                                                                 | 41° 32′ 28″ N, 2° 06′ 44″ E / 41.541111°N,2.112222°E   | IPA-27752     | Cinema Imperial (Sabadell) · Vegeu més fotos d'aquest monument · Carregueu una nova foto d'aquest monument                                                   |
| Despatx Solé, o Casa Joan Folch, Televisió de Sabadell                                         |                 | Eclecticisme Narcís Nunell i Sala 1881                                                  | Sabadell C. de l'Estació, 40                                                                         | 41° 32′ 52″ N, 2° 06′ 53″ E / 41.547837°N,2.114751°E   | IPA-27753     | Despatx Solé (Sabadell) · Vegeu més fotos d'aquest monument · Carregueu una nova foto d'aquest monument                                                      |
| Despatx al carrer Indústria, 34                                                                |                 | Noucentisme                                                                             | Sabadell                                                                                             | 41° 32′ 49″ N, 2° 06′ 31″ E / 41.5470734°N,2.1087386°E | IPA-27754     | Despatx al carrer Indústria, 34 (Sabadell) · Modifica el valor a Wikidata · Vegeu més fotos d'aquest monument · Carregueu una nova foto d'aquest monument    |
| Escola de Sant Josep de Calassanç                                                              |                 | Eclecticisme 1850                                                                       | Sabadell C. Sant Josep, 21                                                                           | 41° 32′ 54″ N, 2° 06′ 40″ E / 41.54822°N,2.11117°E     | IPA-27755     | Escola de Sant Josep de Calassanç (Sabadell) · Vegeu més fotos d'aquest monument · Carregueu una nova foto d'aquest monument                                 |
| Escola del Carme                                                                               |                 | Modernisme Bernardo Pijoan 1905                                                         | Sabadell C. Garcilaso, 36-38                                                                         | 41° 33′ 02″ N, 2° 06′ 20″ E / 41.55047°N,2.10556°E     | IPA-27756     | Escola del Carme (Sabadell) · Vegeu més fotos d'aquest monument · Carregueu una nova foto d'aquest monument                                                  |
| Habitatge al carrer Indústria, 22                                                              |                 | Noucentisme Francesc de Paula Nebot XX Inici                                            | Sabadell C. Indústria, 22                                                                            | 41° 32′ 50″ N, 2° 06′ 42″ E / 41.547145°N,2.111674°E   | IPA-27757     | Habitatge al carrer Indústria, 22 (Sabadell) · Vegeu més fotos d'aquest monument · Carregueu una nova foto d'aquest monument                                 |
| Casa i magatzem Selvas                                                                         | BCIL 2017       | Noucentisme Juan Gordillo Santiago Casulleras 1925                                      | Sabadell C. Illa, 41-41 bis - c. Narcisa Freixas, 39                                                 | 41° 32′ 55″ N, 2° 06′ 47″ E / 41.5487°N,2.1131°E       | IPA-27758     | Casa i magatzem Selvas (Sabadell) · Vegeu més fotos d'aquest monument · Carregueu una nova foto d'aquest monument                                            |
| Casa Sostres                                                                                   | BCIL 2017       | Eclecticisme Rafael Estany i Casals 1882                                                | Sabadell Via Massagué, 29                                                                            | 41° 33′ 01″ N, 2° 06′ 27″ E / 41.5502°N,2.1074°E       | IPA-27759     | Casa Sostres (Sabadell) · Vegeu més fotos d'aquest monument · Carregueu una nova foto d'aquest monument                                                      |
| Casa Jaume Brutau o Casal Bonaventura Brutau                                                   | BCIL 2017       | Eclecticisme Marià Votó Gabriel Borrell 1889                                            | Sabadell C. Sant Oleguer, 75                                                                         | 41° 32′ 31″ N, 2° 06′ 45″ E / 41.5420°N,2.1125°E       | IPA-27760     | Casa Jaume Brutau (Sabadell) · Vegeu més fotos d'aquest monument · Carregueu una nova foto d'aquest monument                                                 |
| Casa Baygual                                                                                   | BCIL 2017       | Modernisme Josep Renom 1910                                                             | Sabadell C. Illa, 44-46                                                                              | 41° 32′ 55″ N, 2° 06′ 49″ E / 41.5487°N,2.1135°E       | IPA-27761     | Casa Baygual (Sabadell) · Vegeu més fotos d'aquest monument · Carregueu una nova foto d'aquest monument                                                      |
| Casa Nogués, o Casa Segalès                                                                    | BCIL 2017       | Modernisme Enric Fatjó 1892                                                             | Sabadell C. de Gràcia, 133 - c. Escola Pia, 38-40                                                    | 41° 32′ 59″ N, 2° 06′ 19″ E / 41.5496°N,2.1053°E       | IPA-27762     | Casa Nogués (Sabadell) · Vegeu més fotos d'aquest monument · Carregueu una nova foto d'aquest monument                                                       |
| Casa al carrer de l'Horta Novella, 27, Restaurant Forrellat (enderrocada)                      |                 | Modernisme XX Inici                                                                     | Sabadell C. de l'Horta Novella, 27                                                                   | 41° 32′ 41″ N, 2° 06′ 21″ E / 41.54475°N,2.10586°E     | IPA-27763     | Casa al carrer de l'Horta Novella, 27 (Sabadell) · Vegeu més fotos d'aquest monument · Carregueu una nova foto d'aquest monument                             |
| Temple de les Mares Escolàpies                                                                 |                 | Eclecticisme XIX Mitjan                                                                 | Sabadell C. Sant Josep, 21                                                                           | 41° 32′ 54″ N, 2° 06′ 41″ E / 41.54827°N,2.111276°E    | IPA-27764     | Temple de les Mares Escolàpies (Sabadell) · Vegeu més fotos d'aquest monument · Carregueu una nova foto d'aquest monument                                    |
| La Rambla                                                                                      |                 | Obra popular XIX Mitjan                                                                 | Sabadell Rambla                                                                                      | 41° 32′ 46″ N, 2° 06′ 33″ E / 41.546117°N,2.109183°E   | IPA-27765     | La Rambla (Sabadell) · Vegeu més fotos d'aquest monument · Carregueu una nova foto d'aquest monument                                                         |
| Escola Enric Casassas                                                                          | BCIL 2017       | Modernisme Juli Batllevell 1887                                                         | Sabadell C. de les Paus, 71                                                                          | 41° 33′ 03″ N, 2° 06′ 42″ E / 41.550833°N,2.111694°E   | IPA-27766     | Escola Enric Casassas (Sabadell) · Vegeu més fotos d'aquest monument · Carregueu una nova foto d'aquest monument                                             |
| Casa Rof                                                                                       |                 | Moviment modern Santiago Arderiu 1959                                                   | Sabadell C. Lluna, 2, la Salut                                                                       | 41° 32′ 57″ N, 2° 06′ 39″ E / 41.54917°N,2.11097°E     | IPA-27767     | Casa Rof (Sabadell) · Vegeu més fotos d'aquest monument · Carregueu una nova foto d'aquest monument                                                          |
| Cases Magdalena Baygual                                                                        |                 | Monumentalisme academicista Josep Vila i Juanicó 1942                                   | Sabadell C. Quevedo, 6-8                                                                             | 41° 33′ 02″ N, 2° 06′ 52″ E / 41.55047°N,2.11447°E     | IPA-27768     | Cases Magdalena Baygual (Sabadell) · Vegeu més fotos d'aquest monument · Carregueu una nova foto d'aquest monument                                           |
| Casal Vila i Fusté                                                                             | BCIL 2017       | Eclecticisme Francesc Renom i Romeu 1880                                                | Sabadell C. Sant Pere, 43                                                                            | 41° 32′ 43″ N, 2° 06′ 27″ E / 41.5454°N,2.1074°E       | IPA-27769     | Casal Vila i Fusté (Sabadell) · Vegeu més fotos d'aquest monument · Carregueu una nova foto d'aquest monument                                                |
| Palauet Tamburini                                                                              |                 | Noucentisme Santiago Casulleras 1920                                                    | Sabadell C. Indústria, 28                                                                            | 41° 32′ 50″ N, 2° 06′ 43″ E / 41.54719°N,2.11208°E     | IPA-27770     | Palauet Tamburini (Sabadell) · Vegeu més fotos d'aquest monument · Carregueu una nova foto d'aquest monument                                                 |
| Despatx Pont Germans, o Despatx Genís i Pont                                                   | BCIL 2017       | Modernisme Eduard M. Balcells 1915                                                      | Sabadell C. Sant Josep, 31                                                                           | 41° 32′ 54″ N, 2° 06′ 42″ E / 41.5484°N,2.1116°E       | IPA-27771     | Despatx Pont Germans (Sabadell) · Vegeu més fotos d'aquest monument · Carregueu una nova foto d'aquest monument                                              |
| Despatx Camps Germans                                                                          |                 | Noucentisme XX                                                                          | Sabadell Carretera de Molins de Rei, 2-4                                                             | 41° 32′ 36″ N, 2° 06′ 11″ E / 41.543306°N,2.1029308°E  | IPA-27772     | Despatx Camps Germans (Sabadell) · Vegeu més fotos d'aquest monument · Carregueu una nova foto d'aquest monument                                             |
| Fàbrica Sallarés Deu, España Industrial                                                        | BCIL 2017       | Obra popular Lluís Muncunill i Parellada 1920                                           | Sabadell C. Reina Elionor - c. Cellers, 69                                                           | 41° 32′ 23″ N, 2° 06′ 08″ E / 41.5397°N,2.1022°E       | IPA-27773     | Fàbrica Sallarés Deu (Sabadell) · Vegeu més fotos d'aquest monument · Carregueu una nova foto d'aquest monument                                              |
| Fàbrica Marcet, xemeneia Marcet aj                                                             |                 | Racionalisme Antoni Forrellad (eng) Jose Salvador Roig 1916,1942                        | Sabadell C. Pau Claris, c. Jacint Verdaguer, c. Riu-sec                                              | 41° 32′ 29″ N, 2° 05′ 59″ E / 41.541475°N,2.099636°E   | IPA-27774     | Fàbrica Marcet (Sabadell) · Vegeu més fotos d'aquest monument · Carregueu una nova foto d'aquest monument                                                    |
| Església parroquial de Sant Salvador                                                           |                 | Historicisme Francesc Folguera i Grassi XX Mitjan                                       | Sabadell Pl. de Sant Salvador                                                                        | 41° 33′ 00″ N, 2° 06′ 59″ E / 41.55000°N,2.11633°E     | IPA-27775     | Església parroquial de Sant Salvador (Sabadell) · Vegeu més fotos d'aquest monument · Carregueu una nova foto d'aquest monument                              |
| Clínica de Nostra Senyora de la Salut                                                          | BCIL 2017       | Modernisme E. Fatjó i Torres 1901                                                       | Sabadell Parc Taulí, 2                                                                               | 41° 33′ 26″ N, 2° 06′ 43″ E / 41.557111°N,2.112083°E   | IPA-27776     | Clínica de Nostra Senyora de la Salut (Sabadell) · Vegeu més fotos d'aquest monument · Carregueu una nova foto d'aquest monument                             |
| Cases Baygual                                                                                  | BCIL 2017       | Noucentisme Francesc de Paula Nebot 1917                                                | Sabadell C. Quevedo, 2-4                                                                             | 41° 33′ 01″ N, 2° 06′ 51″ E / 41.5504°N,2.1143°E       | IPA-27777     | Cases Baygual (Sabadell) · Vegeu més fotos d'aquest monument · Carregueu una nova foto d'aquest monument                                                     |
| Torre Turull                                                                                   | BCIL 2017       | Eclecticisme XX Inici                                                                   | Sabadell C. Quevedo, 80-82                                                                           | 41° 33′ 04″ N, 2° 07′ 00″ E / 41.5510°N,2.1166°E       | IPA-27778     | Torre Turull (Sabadell) · Vegeu més fotos d'aquest monument · Carregueu una nova foto d'aquest monument                                                      |
| Fàbrica Artèxtil                                                                               | BCIL 2017       | Racionalisme Santiago Casulleras 1941                                                   | Sabadell C. Quevedo - c. Covadonga - Gran Via                                                        | 41° 33′ 06″ N, 2° 06′ 53″ E / 41.551589°N,2.114725°E   | IPA-27779     | Fàbrica Artèxtil (Sabadell) · Vegeu més fotos d'aquest monument · Carregueu una nova foto d'aquest monument                                                  |
| Església de Sant Vicenç de la Creu Alta                                                        |                 | Eclecticisme Josep Vila i Juanicó 1945                                                  | Sabadell Pl. de la Creu Alta                                                                         | 41° 33′ 18″ N, 2° 06′ 10″ E / 41.555000°N,2.102639°E   | IPA-27780     | Església de Sant Vicenç de la Creu Alta (Sabadell) · Vegeu més fotos d'aquest monument · Carregueu una nova foto d'aquest monument                           |
| Casa Romeu                                                                                     | BCIL 2017       | Noucentisme, eclecticisme Francesc de Paula Nebot 1918                                  | Sabadell Av. Onze de Setembre, 130                                                                   | 41° 33′ 16″ N, 2° 06′ 12″ E / 41.5544°N,2.1032°E       | IPA-27781     | Casa Romeu (Sabadell) · Vegeu més fotos d'aquest monument · Carregueu una nova foto d'aquest monument                                                        |
| Habitatges a la plaça Usatges, 1-6                                                             |                 | Obra popular XX Inici                                                                   | Sabadell Pl. Usatges, 1-6                                                                            | 41° 33′ 23″ N, 2° 06′ 12″ E / 41.55636°N,2.10328°E     | IPA-27782     | Habitatges a la plaça Usatges, 1-6 (Sabadell) · Vegeu més fotos d'aquest monument · Carregueu una nova foto d'aquest monument                                |
| Can Balsach                                                                                    | BCIL 2017       | Monumentalisme academicista Gabriel Bracons 1942                                        | Sabadell Pl. de la Creu Alta                                                                         | 41° 33′ 20″ N, 2° 06′ 09″ E / 41.5556°N,2.1025°E       | IPA-27783     | Fàbrica Balsach (Sabadell) · Vegeu més fotos d'aquest monument · Carregueu una nova foto d'aquest monument                                                   |
| Torre de l'Aigua                                                                               | BCIL 2017       | Modernisme Francesc Izard (eng) Lluís Homs Josep Renom 1919                             | Sabadell C. F. Izard                                                                                 | 41° 33′ 18″ N, 2° 06′ 47″ E / 41.555122°N,2.113033°E   | IPA-27784     | Torre de l'Aigua (Sabadell) · Vegeu més fotos d'aquest monument · Carregueu una nova foto d'aquest monument                                                  |
| Creu de Barberà                                                                                | BCIL 2017       | Historicisme Joaquim Manich Camil Fàbregas 1943                                         | Sabadell Av. de Barberà                                                                              | 41° 31′ 42″ N, 2° 07′ 05″ E / 41.528222°N,2.118000°E   | IPA-27785     | Creu de Barberà (Sabadell) · Vegeu més fotos d'aquest monument · Carregueu una nova foto d'aquest monument                                                   |
| Antiga fàbrica Arrahona, actualment Hotel Arrahona                                             | BCIL 2017       | Racionalisme Antoni Forrellad 1942                                                      | Sabadell Ctra. Barcelona, 444                                                                        | 41° 31′ 54″ N, 2° 06′ 51″ E / 41.5316°N,2.1143°E       | IPA-27786     | Antiga fàbrica Arrahona (Sabadell) · Vegeu més fotos d'aquest monument · Carregueu una nova foto d'aquest monument                                           |
| Rengle d'habitatges al carrer Taulí, 74-96                                                     | BCIL 2017       | Obra popular Melchor Viñals Josep Renom 1925                                            | Sabadell C. Taulí, 74-96                                                                             | 41° 33′ 14″ N, 2° 06′ 35″ E / 41.5539°N,2.1097°E       | IPA-27787     | Rengle d'habitatges al carrer Taulí, 74-96 (Sabadell) · Vegeu més fotos d'aquest monument · Carregueu una nova foto d'aquest monument                        |
| Església parroquial de Sant Oleguer                                                            |                 | Historicisme XX Mitjan                                                                  | Sabadell Pl. Sant Oleguer                                                                            | 41° 32′ 21″ N, 2° 07′ 10″ E / 41.53925°N,2.11944°E     | IPA-27788     | Església parroquial de Sant Oleguer (Sabadell) · Vegeu més fotos d'aquest monument · Carregueu una nova foto d'aquest monument                               |
| Casa Bracons, Casa Racoder                                                                     |                 | Eclecticisme Santiago Casulleras 1927                                                   | Sabadell C. de l'Estrella, 5-9                                                                       | 41° 32′ 42″ N, 2° 06′ 15″ E / 41.54500°N,2.10419°E     | IPA-27789     | Casa Bracons (Sabadell) · Vegeu més fotos d'aquest monument · Carregueu una nova foto d'aquest monument                                                      |
| Casa Marcet                                                                                    |                 | Eclecticisme Joaquim Manich 1918                                                        | Sabadell Rambla, 101                                                                                 | 41° 32′ 37″ N, 2° 06′ 38″ E / 41.54350°N,2.11064°E     | IPA-27790     | Casa Marcet (Sabadell) · Vegeu més fotos d'aquest monument · Carregueu una nova foto d'aquest monument                                                       |
| Carrer Poeta Folguera                                                                          |                 | Noucentisme Jané 1920                                                                   | Sabadell C. Poeta Folguera, 3-11                                                                     | 41° 33′ 05″ N, 2° 06′ 17″ E / 41.55128°N,2.10478°E     | IPA-27791     | Carrer Poeta Folguera (Sabadell) · Vegeu més fotos d'aquest monument · Carregueu una nova foto d'aquest monument                                             |
| Despatx Tèxtil                                                                                 |                 | Modernisme Joaquim Manich 1920                                                          | Sabadell C. Estació, 20                                                                              | 41° 32′ 54″ N, 2° 06′ 52″ E / 41.548351°N,2.114389°E   | IPA-27792     | Despatx Tèxtil (Sabadell) · Vegeu més fotos d'aquest monument · Carregueu una nova foto d'aquest monument                                                    |
| Despatx Coromines                                                                              | BCIL 2017       | Racionalisme Fèlix de Azúa i Gruart 1959                                                | Sabadell C. Sant Feliu, 10-14                                                                        | 41° 32′ 45″ N, 2° 06′ 22″ E / 41.545752°N,2.106071°E   | IPA-27793     | Despatx Coromines (Sabadell) · Vegeu més fotos d'aquest monument · Carregueu una nova foto d'aquest monument                                                 |
| Piscina Marcet                                                                                 | BCIL 2017       | Racionalisme Jaume Esteve 1952                                                          | Sabadell C. Riu-sec, 54, Zona esportiva de Can Marcet                                                | 41° 32′ 30″ N, 2° 05′ 59″ E / 41.541667°N,2.099722°E   | IPA-27794     | Piscina Marcet (Sabadell) · Vegeu més fotos d'aquest monument · Carregueu una nova foto d'aquest monument                                                    |
| Institut Escola Industrial                                                                     | BCIL 2017       | Racionalisme J.M. Balcells Gorina 1963                                                  | Sabadell C. Calderón, 56                                                                             | 41° 32′ 52″ N, 2° 06′ 16″ E / 41.54767°N,2.10439°E     | IPA-27795     | Escola Industrial (Sabadell) · Vegeu més fotos d'aquest monument · Carregueu una nova foto d'aquest monument                                                 |
| Casa Miquel Baygual, Casa de la Vídua                                                          |                 | Noucentisme Francesc de Paula Nebot 1922                                                | Sabadell C. del Mestre Rius, 12-14 - c. Sant Joan, 34-36                                             | 41° 32′ 51″ N, 2° 06′ 35″ E / 41.547444°N,2.109611°E   | IPA-27796     | Casa Miquel Baygual (Sabadell) · Vegeu més fotos d'aquest monument · Carregueu una nova foto d'aquest monument                                               |
| Casa Menna Claramunt (enderrocada)                                                             |                 | Noucentisme Josep Renom 1919                                                            | Sabadell C. Latorre, 67-75                                                                           | 41° 32′ 19″ N, 2° 06′ 37″ E / 41.53861°N,2.11028°E     | IPA-27798     | Carregueu una nova foto d'aquest monument |
| Casa Balcell                                                                                   |                 | Monumentalisme academicista XX Mitjan                                                   | Sabadell Av. Onze de Setembre, 111-115                                                               | 41° 33′ 14″ N, 2° 06′ 12″ E / 41.553927°N,2.103469°E   | IPA-27799     | Carregueu una nova foto d'aquest monument |
| Casa Marcos Manich                                                                             |                 | Modernisme, noucentisme Joaquim Manich 1912                                             | Sabadell C. Blasco de Garay, 58                                                                      | 41° 32′ 36″ N, 2° 06′ 57″ E / 41.54339°N,2.11578°E     | IPA-27800     | Casa Marcos Manich (Sabadell) · Vegeu més fotos d'aquest monument · Carregueu una nova foto d'aquest monument                                                |
| Habitatge al carrer Concepció, 68                                                              |                 | Modernisme XX Inici                                                                     | Sabadell C. Concepció, 68                                                                            | 41° 32′ 48″ N, 2° 06′ 47″ E / 41.54658°N,2.11303°E     | IPA-27801     | Habitatge al carrer Concepció, 68 (Sabadell) · Vegeu més fotos d'aquest monument · Carregueu una nova foto d'aquest monument                                 |
| Safareigs de la Creu Alta                                                                      | BCIL 2017       | Modernisme Josep Renom i Costa 1913                                                     | Sabadell C. Papa Pius XI, 165                                                                        | 41° 33′ 16″ N, 2° 06′ 04″ E / 41.55444°N,2.10117°E     | IPA-27802     | Safareigs de la Creu Alta (Sabadell) · Vegeu més fotos d'aquest monument · Carregueu una nova foto d'aquest monument                                         |
| Santuari de la Mare de Déu de la Salut                                                         | BCIL 2017       | Eclecticisme M. Pascual Tintorer XIX (1879),1907)                                       | Sabadell Ctra. C-1413 de Caldes de Montbui, km 24                                                    | 41° 33′ 46″ N, 2° 07′ 23″ E / 41.562778°N,2.123194°E   | IPA-27803     | Santuari de la Mare de Déu de la Salut (Sabadell) · Vegeu més fotos d'aquest monument · Carregueu una nova foto d'aquest monument                            |
| Can Diviu, Torre Gorina                                                                        | BCIL 2017       | Eclecticisme 1880                                                                       | Sabadell Can Diviu, 1                                                                                | 41° 31′ 15″ N, 2° 06′ 04″ E / 41.5207°N,2.1010°E       | IPA-27804     | Can Diviu (Sabadell) · Vegeu més fotos d'aquest monument · Carregueu una nova foto d'aquest monument                                                         |
| Pont de la Salut                                                                               | BCIL 2017       | Eclecticisme Elzeari Boix (eng) Josep Antoni Obradors 1864                              | Sabadell Ctra. de Caldes de Montbui, sobre el riu Ripoll                                             | 41° 33′ 24″ N, 2° 07′ 01″ E / 41.556611°N,2.117000°E   | IPA-27805     | Pont de la Salut (Sabadell) · Vegeu més fotos d'aquest monument · Carregueu una nova foto d'aquest monument                                                  |
| Xemeneia de la bòbila Palazon (enderrocada)                                                    |                 | Obra popular                                                                            | Sabadell C. Prat de la Riba                                                                          | 41° 33′ 04″ N, 2° 05′ 48″ E / 41.551075°N,2.096619°E   | IPA-27806     | Xemeneia de la bòbila Palazon (enderrocada) (Sabadell) · Vegeu més fotos d'aquest monument · Carregueu una nova foto d'aquest monument                       |
| Xemeneia de la Llanera                                                                         |                 | Obra popular XX Inici                                                                   | Sabadell Ctra. de Prats de Lluçanès, km 0,5                                                          | 41° 34′ 21″ N, 2° 05′ 49″ E / 41.572547°N,2.096897°E   | IPA-27807     | Xemeneia de la Llanera (Sabadell) · Vegeu més fotos d'aquest monument · Carregueu una nova foto d'aquest monument                                            |
| La Llanera, La Lanera Española                                                                 | BCIL 2017       | Noucentisme P. Flores Losada 1915                                                       | Sabadell Ctra. de Prats de Lluçanès, km 0,5                                                          | 41° 34′ 20″ N, 2° 05′ 48″ E / 41.572320°N,2.096550°E   | IPA-27808     | La Llanera (Sabadell) · Vegeu més fotos d'aquest monument · Carregueu una nova foto d'aquest monument                                                        |
| Vapor Turull                                                                                   |                 | Obra popular Rafael Estany (m.o) 1849                                                   | Sabadell C. Creueta, 26-30                                                                           | 41° 32′ 56″ N, 2° 06′ 38″ E / 41.548753°N,2.110556°E   | IPA-27809     | Vapor Turull (Sabadell) · Vegeu més fotos d'aquest monument · Carregueu una nova foto d'aquest monument                                                      |
| Vapor de Cal Pissit                                                                            | BCIL 2017       | Obra popular Miquel de Berga 1843                                                       | Sabadell C. d'Alemanya, 4 B                                                                          | 41° 32′ 34″ N, 2° 06′ 36″ E / 41.542714°N,2.109944°E   | IPA-27810     | Vapor de Cal Pissit (Sabadell) · Vegeu més fotos d'aquest monument · Carregueu una nova foto d'aquest monument                                               |
| Fàbrica Grau, Vapor del Sec i xemeneia, Cal Sec                                                | BCIL 2017       | Obra popular 1858                                                                       | Sabadell Ctra. de Torre Romeu                                                                        | 41° 32′ 44″ N, 2° 07′ 33″ E / 41.545506°N,2.125744°E   | IPA-27811     | Vapor del Sec i xemeneia (Sabadell) · Vegeu més fotos d'aquest monument · Carregueu una nova foto d'aquest monument                                          |
| L'Energia                                                                                      |                 | Noucentisme 1911                                                                        | Sabadell Ctra. de Molins de Rei                                                                      |                                                        | IPA-27812     | L'Energia (Sabadell) · Vegeu més fotos d'aquest monument · Carregueu una nova foto d'aquest monument                                                         |
| La Farinera                                                                                    |                 | Noucentisme Eduard Maria Balcells 1915                                                  | Sabadell C. Mestre Rius, 11-15                                                                       | 41° 32′ 51″ N, 2° 06′ 34″ E / 41.547562°N,2.109514°E   | IPA-27813     | La Farinera (Sabadell) · Vegeu més fotos d'aquest monument · Carregueu una nova foto d'aquest monument                                                       |
| Fàbrica Molins Germans                                                                         | BCIL 2017       | Racionalisme Santiago Casulleras 1941                                                   | Sabadell Av. Barberà, 238                                                                            | 41° 32′ 04″ N, 2° 06′ 51″ E / 41.534306°N,2.114167°E   | IPA-27814     | Fàbrica Molins Germans (Sabadell) · Vegeu més fotos d'aquest monument · Carregueu una nova foto d'aquest monument                                            |
| Vapor Codina i xemeneia                                                                        | BCIL 2017       | Obra popular M. Folguera i Duran 1880                                                   | Sabadell C. Blasco de Garay, 17                                                                      | 41° 32′ 44″ N, 2° 06′ 54″ E / 41.5455°N,2.114972°E     | IPA-27815     | Vapor Codina i xemeneia (Sabadell) · Vegeu més fotos d'aquest monument · Carregueu una nova foto d'aquest monument                                           |
| Vapor Badia                                                                                    |                 | Obra popular José Lacueva Sanfeliu 1867                                                 | Sabadell C. de les Tres Creus, 127-129                                                               | 41° 32′ 48″ N, 2° 06′ 52″ E / 41.546528°N,2.114483°E   | IPA-27816     | Vapor Badia (Sabadell) · Vegeu més fotos d'aquest monument · Carregueu una nova foto d'aquest monument                                                       |
| Vapor Can Cuadras i xemeneia, Fàbrica Quadres                                                  | BCIL 2017       | Obra popular Narcís Nonell 1882                                                         | Sabadell Camí de Can Quadres, 41                                                                     | 41° 32′ 26″ N, 2° 07′ 29″ E / 41.540542°N,2.124842°E   | IPA-27817     | Vapor Can Cuadras i xemeneia (Sabadell) · Vegeu més fotos d'aquest monument · Carregueu una nova foto d'aquest monument                                      |
| Ca la Daniela, Jenny-Turull                                                                    | BCIL 2017       | Obra popular 1856                                                                       | Sabadell Camí de Ca la Daniela, 7                                                                    | 41° 33′ 14″ N, 2° 07′ 01″ E / 41.553956°N,2.116806°E   | IPA-27818     | Ca la Daniela (Sabadell) · Vegeu més fotos d'aquest monument · Carregueu una nova foto d'aquest monument                                                     |
| Estació transformadora                                                                         |                 | Noucentisme Cipriano Sabater 1920                                                       | Sabadell C. Valldaura                                                                                | 41° 33′ 46″ N, 2° 06′ 01″ E / 41.56278°N,2.10036°E     | IPA-27819     | Estació transformadora (Sabadell) · Vegeu més fotos d'aquest monument · Carregueu una nova foto d'aquest monument                                            |
| Cementiri de Sabadell, Cementiri de Sant Nicoloau                                              |                 | Eclecticisme 1864                                                                       | Sabadell Planes de Sant Nicolau, ctra. de Granollers km 0,15                                         | 41° 33′ 29″ N, 2° 07′ 19″ E / 41.558162°N,2.122019°E   | IPA-27822     | Cementiri de Sabadell · Vegeu més fotos d'aquest monument · Carregueu una nova foto d'aquest monument                                                        |
| Capella del cementiri de Sabadell                                                              | BCIL 2017       | Eclecticisme M. Pascual Tintorer 1891                                                   | Sabadell Ctra. Antiga de Caldes, 5                                                                   | 41° 33′ 30″ N, 2° 07′ 26″ E / 41.558333°N,2.123889°E   | IPA-27823     | Capella del cementiri (Sabadell) · Vegeu més fotos d'aquest monument · Carregueu una nova foto d'aquest monument                                             |
| Panteó Sallarés Deu                                                                            |                 | Modernisme Eduard M. Balcells Franz Metzner XX (1916)                                   | Sabadell Ctra. Antiga de Caldes, 5, Cementiri de Sabadell                                            | 41° 33′ 31″ N, 2° 07′ 23″ E / 41.55872°N,2.12319°E     | IPA-27824     | Panteó Sallarés Deu (Sabadell) · Vegeu més fotos d'aquest monument · Carregueu una nova foto d'aquest monument                                               |
| Ermita de Sant Vicenç de Sarriera o de Verders                                                 | BCIL 2017       | Romànic XI                                                                              | Sabadell Bosc de Can Déu                                                                             | 41° 34′ 46″ N, 2° 04′ 59″ E / 41.579389°N,2.083194°E   | IPA-27825     | Ermita de Sant Vicenç de Sarriera (Sabadell) · Vegeu més fotos d'aquest monument · Carregueu una nova foto d'aquest monument                                 |
| Capella de Sant Nicolau                                                                        | BCIL 2017       | Preromànic X                                                                            | Sabadell Prop ctra. Granollers, bosc de Can Deu                                                      | 41° 33′ 14″ N, 2° 07′ 20″ E / 41.5540°N,2.122361°E     | IPA-27826     | Capella de Sant Nicolau (Sabadell) · Vegeu més fotos d'aquest monument · Carregueu una nova foto d'aquest monument                                           |
| Ermita de Togores i masia de Can Pages Vell                                                    | BCIL 2017       | Romànic XII                                                                             | Sabadell Prop ctra. Caldes de Montbui                                                                | 41° 34′ 36″ N, 2° 06′ 36″ E / 41.5766°N,2.1099°E       | IPA-27827     | Ermita de Togores i masia de Can Pages Vell (Sabadell) · Vegeu més fotos d'aquest monument · Carregueu una nova foto d'aquest monument                       |
| Ermita de Sant Pau de Riu-sec                                                                  | BCIL 2017       | Romànic XI                                                                              | Sabadell Prop ctra. de Sant Cugat                                                                    | 41° 30′ 51″ N, 2° 06′ 12″ E / 41.514056°N,2.103389°E   | IPA-27828     | Ermita de Sant Pau de Riu-sec (Sabadell) · Vegeu més fotos d'aquest monument · Carregueu una nova foto d'aquest monument                                     |
| Església de Sant Vicenç de Jonqueres                                                           | BCIL 1988       | Romànic, renaixement XII, XVI                                                           | Sabadell Prop ctra. de Sabadell a Prats de Lluçanès                                                  | 41° 34′ 11″ N, 2° 06′ 08″ E / 41.569611°N,2.102167°E   | IPA-27829     | Església de Sant Vicenç de Jonqueres (Sabadell) · Vegeu més fotos d'aquest monument · Carregueu una nova foto d'aquest monument                              |
| Torre d'en Feu                                                                                 | BCIN 1949       | Historicisme - eclecticisme - romanticisme XI - XIX                                     | Sabadell C. Colòmbia, 1-21                                                                           | 41° 32′ 22″ N, 2° 05′ 38″ E / 41.5394°N,2.0938°E       | 4658-MH       | Torre d'en Feu (Sabadell) · Vegeu més fotos d'aquest monument · Carregueu una nova foto d'aquest monument                                                    |
| Can Domènech                                                                                   |                 | Obra popular                                                                            | Sabadell Ctra. de Caldes, 369                                                                        | 41° 34′ 27″ N, 2° 07′ 07″ E / 41.574044°N,2.118473°E   | IPA-27831     | Carregueu una nova foto d'aquest monument |
| Ca n'Argelaguet                                                                                | BCIL 2017       | Obra popular, renaixement XVI                                                           | Sabadell Ctra. de Matadepera, 181                                                                    | 41° 34′ 56″ N, 2° 03′ 48″ E / 41.5821°N,2.0634°E       | IPA-27832     | Ca n'Argelaguet (Sabadell) · Vegeu més fotos d'aquest monument · Carregueu una nova foto d'aquest monument                                                   |
| Torre o masia de Sant Pau                                                                      | BCIL 2017       | Obra popular XVI                                                                        | Sabadell Camí de la Granja de Sant Pau de Riu-sec, 1                                                 | 41° 31′ 05″ N, 2° 06′ 06″ E / 41.518031°N,2.101611°E   | IPA-27833     | Torre de Sant Pau (Sabadell) · Vegeu més fotos d'aquest monument · Carregueu una nova foto d'aquest monument                                                 |
| Ca n'Ustrell                                                                                   | BCIL 2017       | Obra popular XIV                                                                        | Sabadell Ctra. a Matadepera                                                                          | 41° 34′ 51″ N, 2° 04′ 06″ E / 41.5808°N,2.0683°E       | IPA-27834     | Ca n'Ustrell (Sabadell) · Vegeu més fotos d'aquest monument · Carregueu una nova foto d'aquest monument                                                      |
| Can Vilar                                                                                      | BCIL 2017       | Obra popular, renaixement XV                                                            | Sabadell Prop de la ctra. Sentmenat                                                                  | 41° 34′ 57″ N, 2° 06′ 31″ E / 41.5826°N,2.1086°E       | IPA-27835     | Carregueu una nova foto d'aquest monument |
| Molí d'en Torrella                                                                             | BCIL 2017       | Obra popular XVIII                                                                      | Sabadell Al costat del pont de la Salut                                                              | 41° 33′ 24″ N, 2° 06′ 57″ E / 41.556625°N,2.115708°E   | IPA-27837     | Molí d'en Torrella (Sabadell) · Vegeu més fotos d'aquest monument · Carregueu una nova foto d'aquest monument                                                |
| Masia de Sant Oleguer                                                                          | BCIL 2017       | Obra popular XIII                                                                       | Sabadell C. d' Osaka, 9                                                                              | 41° 32′ 19″ N, 2° 07′ 21″ E / 41.5385°N,2.1226°E       | IPA-27838     | Masia de Sant Oleguer (Sabadell) · Vegeu més fotos d'aquest monument · Carregueu una nova foto d'aquest monument                                             |
| Molí de Sant Oleguer, Molí del Mas Verger                                                      | BCIL 2017       | XVII                                                                                    | Sabadell Marge dret del riu Ripoll                                                                   | 41° 32′ 19″ N, 2° 07′ 34″ E / 41.538643°N,2.126133°E   | IPA-27839     | Molí de Sant Oleguer (Sabadell) · Vegeu més fotos d'aquest monument · Carregueu una nova foto d'aquest monument                                              |
| Can Moragues, o Moragas                                                                        | BCIL 2017       | Obra popular XVII                                                                       | Sabadell Camí de Can Casamada, 169                                                                   | 41° 34′ 56″ N, 2° 05′ 56″ E / 41.5823°N,2.0989°E       | IPA-27840     | Can Moragues (Sabadell) · Vegeu més fotos d'aquest monument · Carregueu una nova foto d'aquest monument                                                      |
| Església parroquial de Sant Julià d'Altura                                                     | BCIL 2017       | Gòtic, barroc XVII (1605-1699)                                                          | Sabadell Ctra. de Matadepera                                                                         | 41° 35′ 00″ N, 2° 04′ 03″ E / 41.583222°N,2.067500°E   | IPA-27841     | Església parroquial de Sant Julià d'Altura (Sabadell) · Vegeu més fotos d'aquest monument · Carregueu una nova foto d'aquest monument                        |
| Can Gambús                                                                                     | BCIL 2017       | Obra popular                                                                            | Sabadell Ctra. Terrassa                                                                              | 41° 32′ 46″ N, 2° 04′ 54″ E / 41.5460°N,2.0817°E       | IPA-27842     | Can Gambús (Sabadell) · Vegeu més fotos d'aquest monument · Carregueu una nova foto d'aquest monument                                                        |
| Masia Can Rull                                                                                 | BCIL 2017       | Obra popular, renaixement XV                                                            | Sabadell Av. de Lluís Companys, 81                                                                   | 41° 33′ 09″ N, 2° 05′ 17″ E / 41.5524°N,2.088°E        | IPA-27844     | Masia Can Rull (Sabadell) · Vegeu més fotos d'aquest monument · Carregueu una nova foto d'aquest monument                                                    |
| Masia de Can Deu                                                                               | BCIL 2017       | Obra popular 1628                                                                       | Sabadell Prop de la ctra. de Matadepera                                                              | 41° 34′ 44″ N, 2° 05′ 02″ E / 41.5789°N,2.0840°E       | IPA-27845     | Masia de Can Deu (Sabadell) · Vegeu més fotos d'aquest monument · Carregueu una nova foto d'aquest monument                                                  |
| Can Llong, o Llonch                                                                            |                 | Obra popular XV                                                                         | Sabadell Rda. d'Europa, 522                                                                          | 41° 33′ 43″ N, 2° 04′ 57″ E / 41.56186°N,2.08250°E     | IPA-27846     | Can Llong (Sabadell) · Vegeu més fotos d'aquest monument · Carregueu una nova foto d'aquest monument                                                         |
| Can Manent                                                                                     | BCIL 2017       | Obra popular XVIII                                                                      | Sabadell Camí de Ripollet a Castellar, 282                                                           | 41° 34′ 34″ N, 2° 07′ 04″ E / 41.5761°N,2.1179°E       | IPA-27847     | Carregueu una nova foto d'aquest monument |
| Casa Arimon                                                                                    | BCIL 2017       | Eclecticisme, modernisme Josep Renom 1911                                               | Sabadell C. Arimon, 24                                                                               | 41° 33′ 02″ N, 2° 06′ 49″ E / 41.550547°N,2.113603°E   | IPA-27848     | Casa Arimon (Sabadell) · Vegeu més fotos d'aquest monument · Carregueu una nova foto d'aquest monument                                                       |
| Casa Cirera, Casal del Centenari                                                               | BCIL 2017       | Eclecticisme Joan Caballé 1861                                                          | Sabadell Rambla, 143-151                                                                             | 41° 32′ 32″ N, 2° 06′ 41″ E / 41.5421°N,2.1113°E       | IPA-27849     | Casa Cirera (Sabadell) · Vegeu més fotos d'aquest monument · Carregueu una nova foto d'aquest monument                                                       |
| Casa Bru, Casa Miralles                                                                        | BCIL 2017       | Modernisme Juli Batllevell 1893                                                         | Sabadell C. Gràcia, 129-131                                                                          | 41° 32′ 58″ N, 2° 06′ 20″ E / 41.5495°N,2.1055°E       | IPA-27850     | Casa Bru (Sabadell) · Vegeu més fotos d'aquest monument · Carregueu una nova foto d'aquest monument                                                          |
| Casa Joan Baptista Ponsà                                                                       |                 | Noucentisme Eduard Maria Balcells 1912                                                  | Sabadell C. Casanovas i Bosch, 1                                                                     | 41° 32′ 49″ N, 2° 06′ 47″ E / 41.54692°N,2.11306°E     | IPA-27851     | Casa Joan Baptista Ponsà (Sabadell) · Vegeu més fotos d'aquest monument · Carregueu una nova foto d'aquest monument                                          |
| Conjunt de cases d'en Ramon Duran                                                              | BCIL 2017       | Eclecticisme Josep Antoni Obradors 1880                                                 | Sabadell C. Sant Antoni Maria Claret, 17-21                                                          | 41° 32′ 48″ N, 2° 06′ 35″ E / 41.5467°N,2.1097°E       | IPA-27852     | Conjunt de cases d'en Ramon Duran (Sabadell) · Vegeu més fotos d'aquest monument · Carregueu una nova foto d'aquest monument                                 |
| Rengle d'habitatges d'en Pere Turull                                                           | BCIL 2017       | Obra popular R. Estany 1881                                                             | Sabadell C. Fèlix Amat, 3-27 - c. Sant Oleguer, 64-78                                                | 41° 32′ 29″ N, 2° 06′ 45″ E / 41.5414°N,2.1125°E       | IPA-27853     | Rengle d'habitatges d'en Pere Turull (Sabadell) · Vegeu més fotos d'aquest monument · Carregueu una nova foto d'aquest monument                              |
| Rengle d'habitatges a la Rambla, 84-112                                                        | BCIL 1988       | Obra popular XIX Mitjan                                                                 | Sabadell Rambla, 84-112                                                                              | 41° 32′ 37″ N, 2° 06′ 37″ E / 41.5436°N,2.1103°E       | IPA-27854     | Rengle d'habitatges a la Rambla, 84-112 (Sabadell) · Vegeu més fotos d'aquest monument · Carregueu una nova foto d'aquest monument                           |
| Conjunt de cases de Joan Llenas                                                                |                 | Modernisme Josep Renom 1909                                                             | Sabadell C. del Sol, 64-66                                                                           | 41° 32′ 39″ N, 2° 06′ 33″ E / 41.5443°N,2.1092°E       | IPA-27855     | Conjunt de cases de Joan Llenas (Sabadell) · Vegeu més fotos d'aquest monument · Carregueu una nova foto d'aquest monument                                   |
| Casa Bartolomé Guasch                                                                          | BCIL 2017       | Modernisme Joaquim Manich i Comerma 1913                                                | Sabadell Rambla, 223-225                                                                             | 41° 32′ 25″ N, 2° 06′ 44″ E / 41.5403°N,2.1122°E       | IPA-27856     | Casa Bartolomé Guasch (Sabadell) · Vegeu més fotos d'aquest monument · Carregueu una nova foto d'aquest monument                                             |
| Torre del Canonge                                                                              |                 | XII, XVIII                                                                              | Sabadell                                                                                             | 41° 34′ 18″ N, 2° 06′ 40″ E / 41.57164°N,2.111211°E    | IPA-36196     | Torre del Canonge (Sabadell) · Vegeu més fotos d'aquest monument · Carregueu una nova foto d'aquest monument                                                 |
| Can Lletget                                                                                    |                 | XII                                                                                     | Sabadell C. de Can Lletget, 61                                                                       | 41° 32′ 38″ N, 2° 08′ 34″ E / 41.54396°N,2.14284°E     | IPA-36197     | Can Lletget (Sabadell) · Vegeu més fotos d'aquest monument · Carregueu una nova foto d'aquest monument                                                       |
| Can Roqueta                                                                                    |                 | XIII                                                                                    | Sabadell Av. Can Bordoll, 98                                                                         | 41° 32′ 16″ N, 2° 07′ 45″ E / 41.537743°N,2.12918°E    | IPA-36204     | Can Roqueta (Sabadell) · Vegeu més fotos d'aquest monument · Carregueu una nova foto d'aquest monument                                                       |
| Can Borrell de Sant Pau                                                                        | BCIL 2017       | XV                                                                                      | Sabadell Camí de la Granja de Riu-sec, 21                                                            | 41° 30′ 46″ N, 2° 06′ 14″ E / 41.51282°N,2.10394°E     | IPA-36205     | Can Borrell de Sant Pau (Sabadell) · Vegeu més fotos d'aquest monument · Carregueu una nova foto d'aquest monument                                           |
| Granja del Pas                                                                                 |                 |                                                                                         | Sabadell Parc Central del Vallès                                                                     | 41° 31′ 24″ N, 2° 06′ 33″ E / 41.5233°N,2.10927°E      | IPA-36206     | Granja el Pas (Sabadell) · Vegeu més fotos d'aquest monument · Carregueu una nova foto d'aquest monument                                                     |
| Ca n'Oriac                                                                                     | BCIL 2017       |                                                                                         | Sabadell                                                                                             | 41° 33′ 57″ N, 2° 05′ 11″ E / 41.565914°N,2.086415°E   | IPA-36209     | Ca n'Oriac (Sabadell) · Vegeu més fotos d'aquest monument · Carregueu una nova foto d'aquest monument                                                        |
| Conjunt d'habitatges al carrer de la Rosa, 26-32                                               | BCIL 2017       | 1870                                                                                    | Sabadell C. de la Rosa, 26-32                                                                        | 41° 32′ 50″ N, 2° 06′ 29″ E / 41.547134°N,2.107917°E   | IPA-36210     | Conjunt d'habitatges al carrer de la Rosa, 26-32 (Sabadell) · Vegeu més fotos d'aquest monument · Carregueu una nova foto d'aquest monument                  |
| Xemeneia Fàbrica Montllor                                                                      | BCIL 2017       | XX                                                                                      | Sabadell Pl. de Dolors Miralles                                                                      | 41° 32′ 44″ N, 2° 06′ 56″ E / 41.545567°N,2.115655°E   | IPA-36229     | Xemeneia Fàbrica Montllor (Sabadell) · Vegeu més fotos d'aquest monument · Carregueu una nova foto d'aquest monument                                         |
| Rengle de Guitart Fortuny                                                                      | BCIL 2017       | Rafael Estany 1893                                                                      | Sabadell C. Covadonga, 177-203                                                                       | 41° 33′ 00″ N, 2° 06′ 57″ E / 41.5500°N,2.1157°E       | IPA-36232     | Rengle de Guitart Fortuny (Sabadell) · Vegeu més fotos d'aquest monument · Carregueu una nova foto d'aquest monument                                         |
| Xemeneia Vapor Cremat, Tèxtil Gorina                                                           |                 |                                                                                         | Sabadell                                                                                             | 41° 32′ 25″ N, 2° 06′ 48″ E / 41.5403°N,2.113281°E     | IPA-36234     | Xemeneia Vapor Cremat (Sabadell) · Vegeu més fotos d'aquest monument · Carregueu una nova foto d'aquest monument                                             |
| Xemeneia Garriga Germans                                                                       |                 |                                                                                         | Sabadell C. Fèlix Amat - Turull - Bosch i Cadellanch - Blasco de Garay                               | 41° 32′ 33″ N, 2° 06′ 56″ E / 41.542381°N,2.115667°E   | IPA-36235     | Xemeneia Garriga (Sabadell) · Vegeu més fotos d'aquest monument · Carregueu una nova foto d'aquest monument                                                  |
| Xemeneia Vapor Bonaventura Brutau                                                              |                 |                                                                                         | Sabadell C. Fèlix Amat - Sallarès i Pla - Bosch i Cardellach                                         | 41° 32′ 31″ N, 2° 06′ 46″ E / 41.541961°N,2.112908°E   | IPA-36236     | Xemeneia Vapor Bonaventura Brutau (Sabadell) · Vegeu més fotos d'aquest monument · Carregueu una nova foto d'aquest monument                                 |
| Xemeneia Vapor Valentí Casas, Fytisa                                                           |                 | 1943                                                                                    | Sabadell C. Sant Pau - Sant Pere - Migdia - l'Espirall                                               | 41° 32′ 41″ N, 2° 06′ 28″ E / 41.544589°N,2.107772°E   | IPA-36237     | Xemeneia Vapor Valentí Casas (Sabadell) · Vegeu més fotos d'aquest monument · Carregueu una nova foto d'aquest monument                                      |
| Xemeneia Vapor de la O Indústria Casablancas                                                   |                 |                                                                                         | Sabadell Ctra. Barcelona - Fivaller - Roger de Flor - Viladomat                                      | 41° 32′ 25″ N, 2° 06′ 20″ E / 41.540167°N,2.105667°E   | IPA-36238     | Xemeneia Vapor de la O Indústria Casablancas (Sabadell) · Vegeu més fotos d'aquest monument · Carregueu una nova foto d'aquest monument                      |
| Xemeneia Vapor Estruch                                                                         |                 | 1919                                                                                    | Sabadell C. Sant Isidre - Luis                                                                       | 41° 33′ 12″ N, 2° 05′ 57″ E / 41.553356°N,2.099236°E   | IPA-36239     | Xemeneia Vapor Estruch (Sabadell) · Vegeu més fotos d'aquest monument · Carregueu una nova foto d'aquest monument                                            |
| Xemeneia de la bòbila dels Baranera, Xemeneia Sector Campoamor                                 |                 | Obra popular XX                                                                         | Sabadell Parc Central del Vallès, c. Leonardo da Vinci - camí Antic de Terrassa                      | 41° 31′ 20″ N, 2° 06′ 47″ E / 41.522300°N,2.113179°E   | IPA-36240     | Xemeneia de la bòbila dels Baranera (Sabadell) · Vegeu més fotos d'aquest monument · Carregueu una nova foto d'aquest monument                               |
| Xemeneia Escapçat                                                                              |                 | 1897                                                                                    | Sabadell Av. Barberà - Martí l'Humà                                                                  | 41° 32′ 04″ N, 2° 06′ 56″ E / 41.534375°N,2.115653°E   | IPA-36241     | Xemeneia Escapçat (Sabadell) · Vegeu més fotos d'aquest monument · Carregueu una nova foto d'aquest monument                                                 |
| Xemeneia Vinardell                                                                             |                 |                                                                                         | Sabadell Ctra. Barcelona - Bruc                                                                      | 41° 32′ 07″ N, 2° 06′ 36″ E / 41.535392°N,2.109883°E   | IPA-36242     | Xemeneia Vinardell (Sabadell) · Vegeu més fotos d'aquest monument · Carregueu una nova foto d'aquest monument                                                |
| Xemeneia Molins                                                                                |                 | Obra popular XIX                                                                        | Sabadell C. Creueta - c. d'Arimon                                                                    | 41° 32′ 59″ N, 2° 06′ 49″ E / 41.54973°N,2.11348°E     | IPA-36246     | Xemeneia Molins (Sabadell) · Vegeu més fotos d'aquest monument · Carregueu una nova foto d'aquest monument                                                   |
| Xemeneia Vapor Gran                                                                            |                 | XIX                                                                                     | Sabadell Pl. de Daniel Sanahuja                                                                      | 41° 32′ 30″ N, 2° 06′ 27″ E / 41.541589°N,2.107395°E   | IPA-36248     | Xemeneia Vapor Gran (Sabadell) · Vegeu més fotos d'aquest monument · Carregueu una nova foto d'aquest monument                                               |
| Fàbrica Llagostera-Sampere, xemenia                                                            |                 | 1907                                                                                    | Sabadell C. Margenat, 42-52                                                                          | 41° 32′ 46″ N, 2° 05′ 51″ E / 41.546217°N,2.097594°E   | IPA-36250     | Fàbrica Llagostera-Sampere (Sabadell) · Vegeu més fotos d'aquest monument · Carregueu una nova foto d'aquest monument                                        |
| Xemeneia Molí de l'Oriac, Xemeneia de Tints i Aprestos Casanovas i Argelaguet                  |                 | Obra popular 1917                                                                       | Sabadell Riu Ripoll - c. Jonqueres                                                                   | 41° 34′ 23″ N, 2° 05′ 45″ E / 41.572970°N,2.095901°E   | IPA-36251     | Xemeneia Molí de l'Oriac (Sabadell) · Vegeu més fotos d'aquest monument · Carregueu una nova foto d'aquest monument                                          |
| Pou de glaç de Sant Oleguer o d'en Bruguera                                                    | BCIL 2017       | Obra popular XVII                                                                       | Sabadell Riu Ripoll                                                                                  | 41° 32′ 15″ N, 2° 07′ 28″ E / 41.537417°N,2.124306°E   | IPA-36252     | Pou de glaç de Sant Oleguer (Sabadell) · Vegeu més fotos d'aquest monument · Carregueu una nova foto d'aquest monument                                       |
| Séquia Monar                                                                                   | BCIL 2017       | Obra popular X                                                                          | Sabadell Riu Ripoll                                                                                  | 41° 33′ 41″ N, 2° 06′ 26″ E / 41.56151°N,2.10734°E     | IPA-36253     | Séquia Monar (Sabadell) · Vegeu més fotos d'aquest monument · Carregueu una nova foto d'aquest monument                                                      |
| Tomba Carol                                                                                    | BCIL 1988       | Modernisme Eduard M. Balcells Franz Metzner 1918                                        | Sabadell Cementiri de Sabadell Ctra. Antiga de Caldes, 5                                             | 41° 33′ 31″ N, 2° 07′ 29″ E / 41.558633°N,2.124741°E   | IPA-36255     | Tomba Carol (Sabadell) · Vegeu més fotos d'aquest monument · Carregueu una nova foto d'aquest monument                                                       |
| Arsenal i polvorí de l'Aeròdrom de Sabadell                                                    |                 | Obra popular 1937                                                                       | Sabadell Aeròdrom de Sabadell                                                                        | 41° 31′ 18″ N, 2° 05′ 59″ E / 41.521542°N,2.099806°E   | IPA-36827     | Arsenal i polvorí de l'Aeròdrom de Sabadell · Vegeu més fotos d'aquest monument · Carregueu una nova foto d'aquest monument                                  |
| Creu Alta                                                                                      | BCIL 2017       |                                                                                         | Sabadell Pl. de la Creu Alta                                                                         | 41° 33′ 18″ N, 2° 06′ 08″ E / 41.55511°N,2.10211°E     | IPA-37836     | Creu Alta (Sabadell) · Vegeu més fotos d'aquest monument · Carregueu una nova foto d'aquest monument                                                         |
| Casa al carrer de la Rosa, 12                                                                  | BCIL 2017       | Obra popular XIX Mitjan                                                                 | Sabadell C. de la Rosa, 12                                                                           | 41° 32′ 50″ N, 2° 06′ 30″ E / 41.547348°N,2.108203°E   | IPA-37880     | Casa al carrer de la Rosa, 12 (Sabadell) · Vegeu més fotos d'aquest monument · Carregueu una nova foto d'aquest monument                                     |
| Casa al carrer de la Rosa, 14-24                                                               | BCIL 2017       | Obra popular XIX Mitjan                                                                 | Sabadell C. de la Rosa, 14-24                                                                        | 41° 32′ 50″ N, 2° 06′ 29″ E / 41.547301°N,2.108141°E   | IPA-37881     | Casa al carrer de la Rosa, 14-24 (Sabadell) · Vegeu més fotos d'aquest monument · Carregueu una nova foto d'aquest monument                                  |
| Fàbrica Tort, Can Planell                                                                      | BCIL 2008       | Joan Bolívar (eng) Pere Salas (eng) 1904                                                | Sabadell C. Turull, 29-39 - c. Riego, 91-93                                                          | 41° 32′ 39″ N, 2° 06′ 51″ E / 41.54403°N,2.11419°E     | IPA-37882     | Fàbrica Tort (Sabadell) · Vegeu més fotos d'aquest monument · Carregueu una nova foto d'aquest monument                                                      |
| Escola dels Maristes                                                                           | BCIL 2017       | Josep Renom i Costa 1929                                                                | Sabadell C. de Latorre, 70-90                                                                        | 41° 32′ 21″ N, 2° 06′ 36″ E / 41.53908°N,2.10989°E     | IPA-38267     | Escola dels Maristes (Sabadell) · Vegeu més fotos d'aquest monument · Carregueu una nova foto d'aquest monument                                              |
| Forn de calç de Ribatallada                                                                    |                 | Obra popular                                                                            | Sabadell                                                                                             | 41° 35′ 04″ N, 2° 04′ 40″ E / 41.584408°N,2.077805°E   | IPA-41596     | Forn de calç de Ribatallada (Sabadell) · Vegeu més fotos d'aquest monument · Carregueu una nova foto d'aquest monument                                       |
| Nau de Josep Lacueva, nau industrial                                                           |                 | XIX                                                                                     | Sabadell C. Sant Pau, 47 - c. del Sol, 54                                                            | 41° 32′ 40″ N, 2° 06′ 29″ E / 41.544352°N,2.107959°E   | IPA-42212     | Nau de Josep Lacueva (Sabadell) · Vegeu més fotos d'aquest monument · Carregueu una nova foto d'aquest monument                                              |
| Bloc d'habitatges a Can Baciana                                                                |                 | Darreres tendències 1995-1997                                                           | Sabadell Pl. Aurora Bertrana, 16                                                                     | 41° 32′ 19″ N, 2° 06′ 31″ E / 41.53857°N,2.10855°E     | IPA-46303     | Bloc d'habitatges a Can Baciana (Sabadell) · Vegeu més fotos d'aquest monument · Carregueu una nova foto d'aquest monument                                   |
| Illa de cases Martí l'Humà                                                                     |                 | Darreres tendències (Escola de Barcelona) 1974-1979                                     | Sabadell Av. de Barberà, 290-300 - c. de Martí l'Humà, 1-9                                           | 41° 32′ 02″ N, 2° 06′ 54″ E / 41.53377°N,2.11511°E     | IPA-46305     | Illa de cases Martí l'Humà (Sabadell) · Vegeu més fotos d'aquest monument · Carregueu una nova foto d'aquest monument                                        |
| Rengle d'habitatges a la Rambla, 43-57                                                         | BCIL 2017       |                                                                                         | Sabadell Rambla, 43-57                                                                               | 41° 32′ 41″ N, 2° 06′ 36″ E / 41.54479°N,2.11007°E     | IPA-46404     | Rengle d'habitatges a la Rambla, 43-57 (Sabadell) · Vegeu més fotos d'aquest monument · Carregueu una nova foto d'aquest monument                            |
| Vapor de Ca l'Escardat, Vapor Casanovas, Vapor de Quim l'Escardat, Tèxtil Bosser               |                 | XIX                                                                                     | Sabadell C. d'Alemanya, 60                                                                           | 41° 32′ 31″ N, 2° 06′ 28″ E / 41.54202°N,2.10764°E     | IPA-48924     | Vapor de Ca l'Escardat (Sabadell) · Vegeu més fotos d'aquest monument · Carregueu una nova foto d'aquest monument                                            |
| Sínia de Can Gambús                                                                            |                 | XIX                                                                                     | Sabadell Trencall de l'av. d'Ègara, a tocar del torrent Vallcorba                                    | 41° 32′ 52″ N, 2° 04′ 28″ E / 41.547846°N,2.074312°E   | IPA-49009     | Carregueu una nova foto d'aquest monument |
| Fàbrica Fills de Josep Buxó, Fàbrica dels Nois Boixons                                         |                 | Noucentisme XX                                                                          | Sabadell C. Fàbrica dels Nois Buxó, 30 - camí del Molí d'en Fontanet. Parc Industrial del riu Ripoll | 41° 32′ 59″ N, 2° 07′ 07″ E / 41.54963°N,2.11848°E     | IPA-49599     | Fàbrica Fills de Josep Buxó (Sabadell) · Vegeu més fotos d'aquest monument · Carregueu una nova foto d'aquest monument                                       |
| Resclosa del torrent de Colobrers                                                              |                 | Obra popular                                                                            | Sabadell Torrent de Colobrers, o de la Tosca                                                         | 41° 34′ 52″ N, 2° 05′ 47″ E / 41.581180°N,2.096425°E   | IPA-50853     | Resclosa del torrent de Colobrers (Sabadell) · Vegeu més fotos d'aquest monument · Carregueu una nova foto d'aquest monument                                 |
| Font de Can Moragues                                                                           |                 | Obra popular                                                                            | Sabadell Can Moragues                                                                                | 41° 35′ 02″ N, 2° 05′ 45″ E / 41.583913°N,2.095727°E   | IPA-52187     | Carregueu una nova foto d'aquest monument |